# Ma-ha-ca-diếp
Ma-ha-ca-diếp (tiếng Phạn: महाकाश्यप, đã Latinh hoá: Mahākāśyapa, tiếng Pali: Mahakassapa) là một trong những đệ tử chính của Phật Thích-ca Mâu-ni. Ông được xem trong Phật giáo là một vị đệ tử giác ngộ, là người đứng đầu về hạnh đầu-đà. Ma-ha-ca-diếp tiếp nhận vai trò lãnh đạo Tăng đoàn sau khi Phật nhập Niết-bàn (qua đời), chủ trì Đại hội kết tập kinh điển lần thứ nhất. Ông được xem là vị Tổ sư đầu tiên trong một số truyền thống Phật giáo sơ kỳ, và tiếp tục giữ một vai trò quan trọng như Tổ sư trong truyền thống Thiền/Zen.
Trong các văn bản Phật giáo, ông đảm nhiệm nhiều vai trò khác nhau: một bậc thánh tăng từ bỏ thế tục, một người lập luật, một nhân vật "phản truyền thống", nhưng cũng là một "người đảm bảo công lý tương lai" vào thời Di-lặc, vị Phật tương lai—ông từng được mô tả là "vừa là ẩn sĩ, vừa là người bạn của nhân loại, thậm chí của kẻ bị ruồng bỏ".
Trong các kinh văn Phật giáo sơ kỳ thuộc nhiều truyền thống kinh điển khác nhau, có khoảng một tá bài kinh được gán cho Ma-ha-ca-diếp đã được tập hợp thành một phần riêng biệt trong một số tuyển tập kinh điển. Theo truyền thống Pāli, đó là một phần của tuyển tập gọi là Tương Ưng Bộ Kinh (Saṃyutta Nikāya), còn trong các văn bản Phật giáo Hán ngữ, tuyển tập này được gọi là Tạp A-hàm (Saṃyukta Āgama). Tuyển tập thứ hai này bao gồm hai phiên bản của phần về Ma-ha-ca-diếp, được đánh số Đại Chính tạng 2:99 và 2:100. Bộ Tăng nhất A-hàm bằng Hán văn cũng chứa một đoạn tương ứng với bộ Tương Ưng (T2:99 và T2:100), mô tả một cuộc gặp giữa Phật và Ma-ha-ca-diếp, và một đoạn khác về ông cùng vị tỳ kheo Bakkula. Cuối cùng, cũng có các văn bản Luật tạng thuộc truyền thống Mūlasarvāstivāda về Ma-ha-ca-diếp bằng tiếng Tây Tạng.

### Thời trẻ

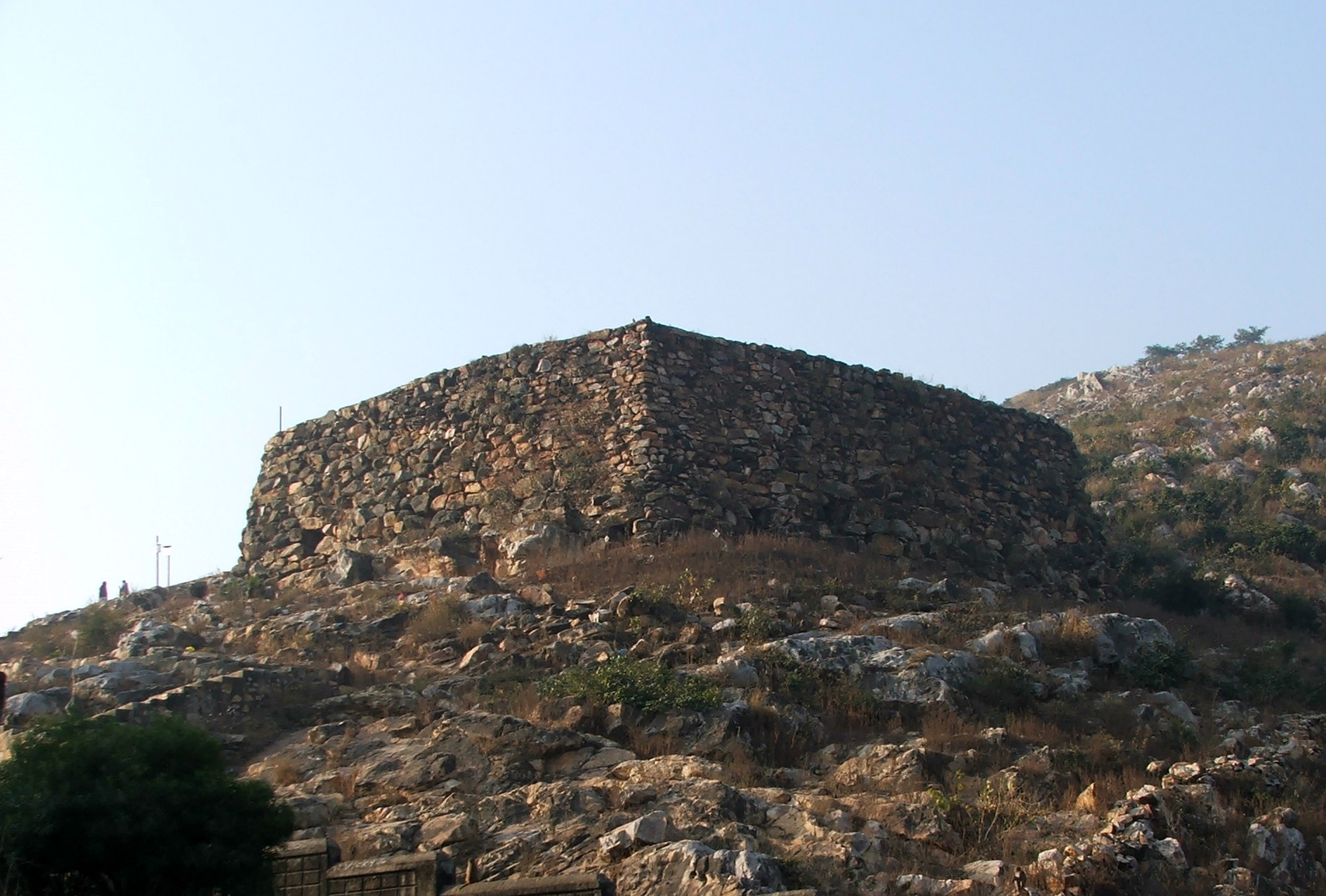
Hang Pipphali ở Vương Xá (Rajgir), nơi Ma-ha-ca-diếp được ghi nhận là từng lưu trú

Các bản ghi chép bằng tiếng Pāli kể rằng Ma-ha-ca-diếp sinh ra với tên Pippali trong một gia đình Bà-la-môn tại một ngôi làng tên là Mahātittha, thuộc vương quốc Magadha (nay là bang Bihar, Ấn Độ). Cha ông là một địa chủ giàu có, mà trong một số nguồn được ghi tên là Nyagrodha, và trong các nguồn khác là Kapila hoặc Kosigotta; mẹ ông tên là Sumanādevī. Thân tướng của ông có một số 32 tướng tốt của một Đại nhân (tiếng Phạn: Mahāpuruṣalakṣaṇa; tiếng Pali: Mahāpurissalakkhaṇa), mà trong Phật giáo được xem là những dấu hiệu của một vị Phật tương lai. Từ khi còn trẻ, ông đã có xu hướng sống một cuộc đời tâm linh hơn là lập gia đình, nhưng cha ông lại muốn ông kết hôn. Để làm cha mình bận tâm theo một hướng khác, ông đồng ý lấy vợ nhưng sau đó tạo ra một bức tượng người phụ nữ bằng vàng hoàn mỹ, và yêu cầu cha ông tìm cho mình một người vợ giống hệt bức tượng đó. Bốn bản sao của bức tượng đã được mang đi khắp đất nước để tìm người phụ nữ phù hợp. Một vị Bà-la-môn ở Kapila có một con gái tên là Bhadra-Kapilānī (tiếng Pali: Bhaddā-kapilānī), người cũng không hứng thú với đời sống gia đình. Tuy nhiên, cha mẹ cô muốn cô kết hôn, và để làm vui lòng mẹ mình, cô đồng ý đến dâng lễ tại một đền thờ của một nữ thần vốn được biết đến là ban cho việc kết hôn trong một gia đình thượng lưu. Khi cô tiếp cận bức tượng, mọi người nhận thấy rằng bức tượng trở nên xấu xí khi so sánh với cô. Danh tiếng về sắc đẹp của cô lan truyền, và không lâu sau khi gia đình Pippali biết về cô, cô đã được gả cho Pippali.
Tiếp đó, theo bản kể trong tiếng Pāli, hai người đã trao đổi thư từ để bày tỏ việc họ không hứng thú (với hôn nhân), nhưng những bức thư của họ bị cha mẹ chặn được và cuối cùng họ vẫn bị ép kết hôn. Theo phiên bản Mūlasarvāstivāda, tuy nhiên, Pippali đã đến thăm Bhadra, và mà không tiết lộ thân phận, ông nói với cô rằng người chồng tương lai của cô sẽ là một lựa chọn tồi cho cô, bởi vì người đó không hứng thú với những lạc thú nhục dục. Cô trả lời rằng cô cũng không quan tâm đến những chuyện như vậy, nơi đó ông tiết lộ rằng chính ông là người chồng tương lai của cô. Cả hai phiên bản đều kể rằng hai người đã đồng ý kết hôn và sống với nhau trong tiết hạnh, khiến cha mẹ của Pippali thất vọng.
Pippali được miêu tả trong bản Pāli là người rất giàu có, sử dụng nhiều hương liệu và sở hữu nhiều đất đai cùng xe ngựa. Sau đó, cũng theo bản Pāli, Pippali và Bhadra thấy cảnh các loài động vật ăn thịt lẫn nhau trên những cánh đồng phì nhiêu khi được những người tá điền của họ cày xới. Cảnh tượng đó khơi lên lòng thương xót và sợ hãi ở họ, và họ quyết định sống cuộc đời khất sĩ, rời bỏ nghề nông. Theo phiên bản Mūlasarvāstivāda, chính cảnh tượng đáng thương của những người làm công đã khiến Pippali từ bỏ đời sống thế tục. Hai người đã đi những con đường riêng, để không phát sinh bất kỳ sự luyến ái nào với nhau, và để ngăn ngừa những lời đàm tiếu và tai tiếng.

### Gặp Phật
Không lâu sau đó, Pippali đã gặp Phật, tràn ngập lòng tôn kính khi trông thấy Phật, và xin được xuất gia theo Phật. Từ đó, ông được gọi là Kāśyapa. Khi làm lễ xuất gia cho ông, Phật đã ban cho ba giáo huấn để thực hành: Kāśyapa nên phát triển một “cảm giác sợ hãi và kính trọng” tích cực đối với các đồng đạo của mình, bất kể địa vị của họ; Kāśyapa nên chăm chú lắng nghe và thực hành các giáo pháp của Phật (tiếng Phạn: Dharma, tiếng Pali: Dhamma); và ông nên sống trong chánh niệm.

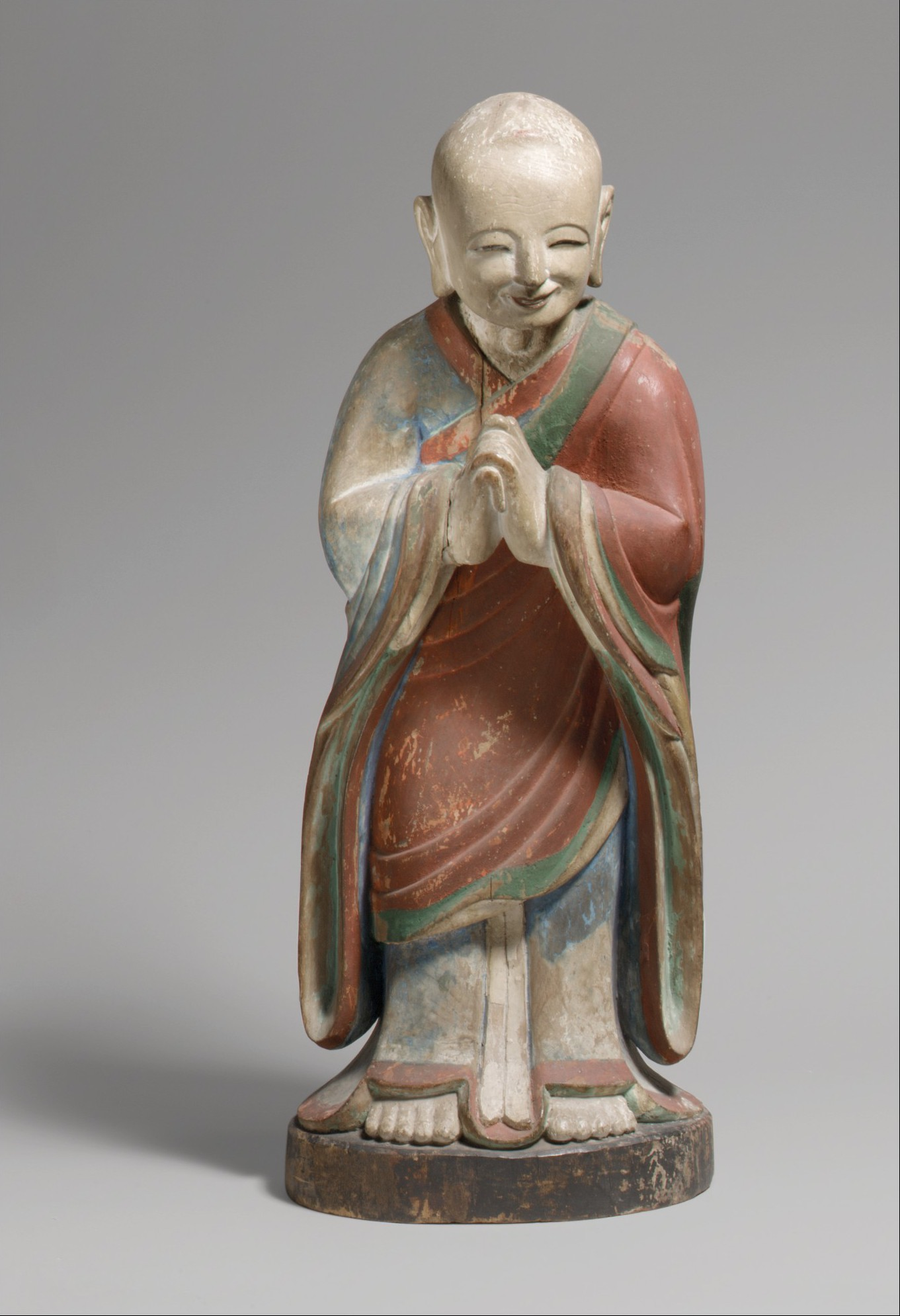
A Ma-ha-ca-diếp thời trẻ, gỗ, thế kỷ 18, Triều Tiên

Khi hai người gặp nhau, (theo một số phiên bản, một thời gian sau) Ma-ha-ca-diếp đã trao đổi chiếc y ca-sa thượng hạng và đắt tiền của mình với y của Phật, một chiếc y được may từ vải vụn. Việc trao đổi này về sau được xem là một cử chỉ thể hiện sự tôn trọng lớn lao mà Phật dành cho Ma-ha-ca-diếp. Đây là điều chưa từng có, và là một dấu hiệu cho thấy Ma-ha-ca-diếp sẽ chủ trì Đại hội kết tập kinh điển lần thứ nhất sau khi Phật qua đời. Các kinh văn từ các truyền thống khác nhau gợi ý rằng chỉ một người có công đức lớn như Ma-ha-ca-diếp mới có thể mặc được tấm y này. Lý do duy nhất khiến tấm y này trở nên vô giá là vì nó đã từng được Phật khoác. Bản thân nó vốn không có giá trị, bởi vì nó có xuất xứ thấp kém nhất, tức từ thi thể một nữ nô lệ bị bỏ lại ở bãi tha ma. Điều này cũng gợi lại một sự trao đổi trước đó diễn ra sau Đại Xuất gia của Phật, khi Ngài đổi bộ y phục thế tục của mình với một người thợ săn trong rừng. Cuối cùng, việc chiếc y là y phấn tảo đã góp phần định hình tính cách tu khổ hạnh của hình tượng Ma-ha-ca-diếp.
Trên khắp các nền văn hóa, những “tài sản bất khả chuyển nhượng”, thường là các loại vải vóc, được xem như biểu tượng của quyền uy và sự tiếp nối trong một gia tộc. Việc Phật Thích-ca Mâu-ni trao y của mình cho Ma-ha-ca-diếp trong những năm đầu tu hành của ông thể hiện lòng tôn kính sâu sắc đối với vị đệ tử này. Ma-ha-ca-diếp được xem là đã bảo vệ tấm y này để truyền lại cho vị Phật tương lai. Do đó, tấm y trở thành biểu trưng cho sự truyền trao Chính Pháp của Phật, và Ma-ha-ca-diếp trở thành một biểu tượng cho sự tiếp nối của Chính Pháp. Trong bối cảnh này, chiếc y phấn tảo cũng được gắn liền trong một số nền văn hóa Á Đông với sự thai nghén, sinh thành, tái sinh, vô thường và cái chết.

### Đời sống tu hành
Phật khuyến giáo Ma-ha-ca-diếp rằng ông nên hành trì “vì hạnh phúc và lợi ích của số đông” và nhấn mạnh rằng ông nên tự mình thực hiện các pháp tu đầu-đà (tiếng Phạn: dhūtaguṇa, tiếng Pali: dhutaṅga). Theo đó, Ma-ha-ca-diếp đã tự mình thực hành mười ba pháp đầu-đà (gồm việc sống nơi hoang dã, chỉ sống nhờ khất thực và mặc y phấn tảo) và trở thành một vị đệ tử giác ngộ (A-la-hán) trong vòng chín ngày. Ông sau đó được gọi là “Kāśyapa Đại” hay là “Đại Ca Diếp” (tiếng Phạn: Mahākāśyapa), nhờ những phẩm hạnh tốt đẹp của mình, và để phân biệt ông với các vị tăng khác cùng tên.
Ma-ha-ca-diếp là một trong những đệ tử được tôn kính nhất của Phật, là hiện thân của hạnh từ bỏ cao cả. Ông được Phật tán dương là bậc nhất về hạnh đầu-đà (tiếng Pali: dhutavādānaṃ) và bậc nhất trong hạnh sống ẩn cư trong rừng. Ông xuất sắc về các thành tựu thần thông (tiếng Pali: iddhi; tiếng Phạn: ṛddhi) và ngang bằng với Phật về khả năng nhập thiền (tiếng Pali: jhāna; tiếng Phạn: dhyāna). Ông được mô tả là một vị tăng có khả năng phi thường chịu đựng mọi sự bất tiện và hài lòng với những nhu cầu tối thiểu của cuộc sống. Trong một bài kinh được tìm thấy trong các tuyển tập Pāli và Hán tạng, Phật khuyên Ma-ha-ca-diếp rằng khi ông đã già, ông nên từ bỏ các hạnh đầu-đà và sống gần bên Phật. Ma-ha-ca-diếp đã từ chối. Khi Phật yêu cầu ông giải thích, Ma-ha-ca-diếp nói ông thấy các pháp tu ấy có ích cho bản thân. Ông cũng lý luận rằng ông có thể làm tấm gương cho các thế hệ hành giả mai sau. Phật đồng tình với ông, và xác nhận lợi ích của các pháp khổ hạnh, vốn đã được Ngài tán thán từ lâu. Một bài kinh khác trong các tuyển tập Pāli và hai bản Hán có kể việc Ma-ha-ca-diếp gặp Phật khi ông mặc y phấn tảo giản dị và, theo các bản Hán, tóc và râu ông dài. Một số vị tăng khác chỉ trích Ma-ha-ca-diếp vì vẻ ngoài không chỉnh tề khi yết kiến bậc Thầy. Phật đáp lại bằng cách tán dương Ma-ha-ca-diếp. Trong các bản Hán, Phật thậm chí còn cho phép Ma-ha-ca-diếp ngồi chung tòa với mình, nhưng Ma-ha-ca-diếp từ chối một cách khiêm nhường. Một lần, khi Ma-ha-ca-diếp lâm bệnh, Phật đã đến thăm và nhắc nhở ông về những nỗ lực tu tập giáo pháp mà ông đã thực hành.

### Quan hệ với A-nan-đà
Ma-ha-ca-diếp và A-nan-đà đều là đệ tử của Phật. A-nan-đà là thị giả thân cận của Phật. Ma-ha-ca-diếp thường được mô tả trong các kinh văn sơ kỳ là tỏ thái độ phê bình đối với A-nan-đà. Chẳng hạn, có lần Ma-ha-ca-diếp đã quở trách A-nan-đà bằng những lời nghiêm khắc, chỉ trích việc A-nan-đà đang du hành với một đoàn đông các tỳ-kheo trẻ dường như chưa được huấn luyện và đã gây ra tiếng xấu. Theo các kinh văn sơ kỳ, vai trò của A-nan-đà trong việc thành lập ni đoàn đã khiến ông được các vị tỳ-kheo-ni yêu mến. A-nan-đà thường giảng dạy cho họ, thường khuyến khích phụ nữ xuất gia, và khi ông bị Ma-ha-ca-diếp phê bình, một số tỳ-kheo-ni đã cố gắng bênh vực ông. Một lần khác, không lâu sau khi Phật nhập diệt, Ma-ha-ca-diếp thuyết pháp cho các tỳ-kheo-ni trước mặt A-nan-đà, và một tỳ-kheo-ni tên là Sthūlanandā (tiếng Pali: Thullanandā) đã đứng ra chỉ trích Ma-ha-ca-diếp. Bà cho rằng Ma-ha-ca-diếp không nên thuyết pháp khi A-nan-đà có mặt, vì bà xem A-nan-đà mới là vị tỳ-kheo thượng thủ. Ma-ha-ca-diếp hỏi liệu A-nan-đà có đồng ý với ý kiến của bà không, nhưng ông (A-nan-đà) gạt bà đi như một người đàn bà ngu xuẩn. Sau đó, Ma-ha-ca-diếp khiến A-nan-đà phải thừa nhận rằng Phật từng công khai tán dương Ma-ha-ca-diếp về nhiều thành tựu khác nhau. Học giả người Sri Lanka Karaluvinna cho rằng Ma-ha-ca-diếp làm vậy để xóa tan những nghi ngờ về vai trò lãnh đạo của ông trong tăng đoàn (tiếng Pali: saṅgha; cộng đồng Tăng lữ). Trong một sự việc tương tự, Ma-ha-ca-diếp đã khiển trách A-nan-đà vì không chịu trách nhiệm đối với các đệ tử của mình. Trong trường hợp này, Sthūlanandā đã kịch liệt chỉ trích Ma-ha-ca-diếp vì hành động đó, và phẫn nộ cáo buộc ông từng là một tín đồ của một tà giáo ngoài Phật giáo. Một số bản kể còn cho biết bà thậm chí đã tự lột trần trước mặt ông để sỉ nhục ông. Ông cố gắng thuyết phục bà rằng ông là đệ tử chân truyền của Phật nhưng không thành. Chẳng bao lâu sau, bà xuất giới hoàn tục.
Theo nhà Ấn Độ học Oskar von Hinüber, thái độ ủng hộ ni đoàn của A-nan-đà có thể chính là lý do khiến giữa A-nan-đà và Ma-ha-ca-diếp thường xuyên xảy ra bất hòa. Kết cục, Ma-ha-ca-diếp đã buộc tội A-nan-đà về một số vi phạm trong kỳ kết tập kinh điển đầu tiên, và có khả năng dẫn tới việc hình thành hai phe phái trong tăng đoàn, gắn liền với hai vị đệ tử này. Nhìn chung, Ma-ha-ca-diếp được biết đến với tính cách lạnh lùng và ưa thích sự cô độc. Nhưng là một người thầy, ông là một vị hướng đạo nghiêm khắc, luôn đặt mình và các bạn đồng tu ở tiêu chuẩn cao. Ông được xem là đáng tôn kính, nhưng cũng là một người phê bình gay gắt khiến người khác hiểu rằng họ cần phải tôn trọng ông. So với A-nan-đà, ông lạnh lùng và nghiêm khắc hơn nhiều, nhưng cũng vô tư và tách bạch hơn, và học giả Reiko Ohnuma lập luận rằng những khác biệt lớn về tính cách này giải thích các sự kiện giữa Ma-ha-ca-diếp và A-nan-đà tốt hơn so với ý niệm cụ thể về lập trường ủng hộ hay chống đối ni đoàn.    Nhà sư Bhikkhu Anālayo lại giả thuyết rằng Ma-ha-ca-diếp chọn cách dạy A-nan-đà từ bỏ sự thiên vị và để mặc vấn đề ni đoàn cho chính A-nan-đà giải quyết.

### Bậc thầy và người hướng dẫn

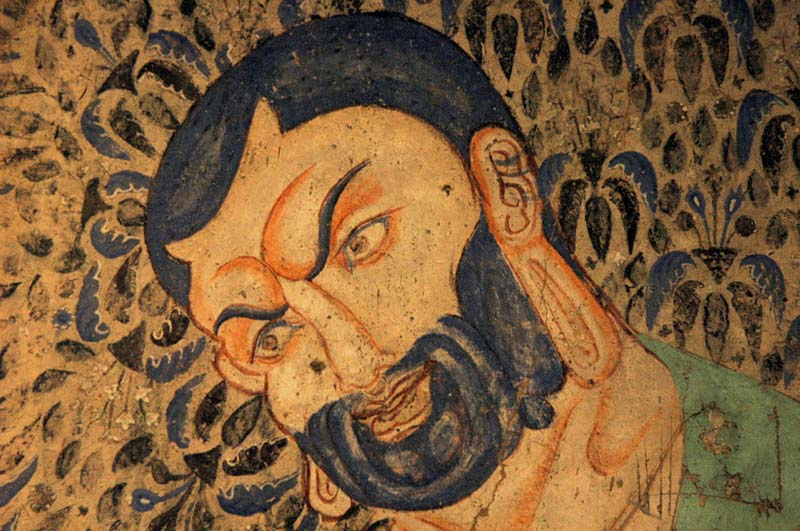
Ma-ha-ca-diếp tại hang động Kizil, có niên đại carbon 422–529 CN

Các văn bản Pāli ghi rằng Phật xem Ma-ha-ca-diếp ngang hàng với mình trong việc sách tấn các tỳ-kheo sống tích cực và nhiệt tâm, và Phật tán thán ông về khả năng khơi dậy đức tin ở hàng cư sĩ thông qua việc thuyết pháp. Karaluvinna tin rằng có thể Phật đã chuẩn bị Ma-ha-ca-diếp cho vai trò lãnh đạo tăng đoàn về sau của ông. Trong các bài kinh thuộc Tương Ưng Bộ có mặt Ma-ha-ca-diếp ở bộ Pāli và các bản tương đương chữ Hán, Ma-ha-ca-diếp được nêu làm tấm gương thuyết pháp với tâm ý thuần tịnh và từ bi. Nhà nghiên cứu Shayne Clarke lập luận rằng hình ảnh nhà tu khổ hạnh ẩn dật mà ông thể hiện trong hầu hết các kinh văn chưa phải toàn diện. Anālayo nhận thấy rằng ông cũng quan tâm tích cực đến các vấn đề của tăng đoàn, dành thời gian thuyết giảng giáo pháp và khích lệ các tỳ-kheo đồng đạo tu tập hạnh khổ hạnh. Điều này cũng được thể hiện trong vai trò lãnh đạo của ông tại Đại hội kết tập lần thứ nhất. Bản Đại Nghiệp Phân Biệt Kinh bằng tiếng Phạn cho biết Ma-ha-ca-diếp đã thực hiện những công tác hoằng pháp quan trọng, và đã đưa đạo Phật đến với người dân vùng Tây Bắc Ấn Độ, bắt đầu từ vương quốc Avanti.
Tuy nhiên, bởi giọng điệu thuyết pháp nghiêm khắc của mình và việc ông kén chọn người để giáo hóa, cách giảng dạy của ông đã bị phê phán bởi các tỳ-kheo và tỳ-kheo-ni khác. Ông không được ưa chuộng, đặc biệt là trong giới tỳ-kheo-ni. Điều này khiến ông dần dần rút lui khỏi việc giảng dạy, theo lập luận của Anālayo. Một lý tưởng về một vị đệ tử giác ngộ với các giá trị khổ hạnh, như được mô tả nơi Ma-ha-ca-diếp và ở mức cực đoan hơn trong trường hợp đệ tử Bakkula, có thể phản ánh những quan niệm và khuynh hướng trong một số bộ phái Phật giáo sơ kỳ.
Clarke lập luận rằng hình ảnh Ma-ha-ca-diếp như một tu sĩ khổ hạnh ẩn dật là cách các Phật tử sơ kỳ "định hình thương hiệu" của ông trước công chúng. Nghiên cứu các kinh văn Căn Bản Thuyết Nhất Thiết Hữu Bộ về giới luật, Clarke chỉ ra rằng cũng có một quan điểm "nội bộ" về Ma-ha-ca-diếp, cho thấy ông thường xuyên tương tác với người vợ cũ của mình sau khi bà xuất gia thành tỳ-kheo-ni để hướng dẫn bà tu hành. Không lâu sau khi Ma-ha-ca-diếp xuất gia dưới thời Phật, ông gặp lại người vợ cũ Bhadra của mình, khi đó bà đã gia nhập một giáo phái tu khổ hạnh lõa thể do Nirgrantha Pūraṇa (tiếng Pali: Pūraṇa Kassapa) lãnh đạo. Bà thường xuyên bị các đồng môn khổ hạnh tìm cách xâm hại, nhưng Ma-ha-ca-diếp động lòng thương và khuyên bà nên xuất gia thành một tỳ-kheo-ni Phật giáo. Dù vậy, bà vẫn thường xuyên bị quấy rối (nhưng lúc này chỉ khi ra ngoài khất thực). Vì việc này xảy ra khi Bhadra đi khất thực ở các làng, Ma-ha-ca-diếp đã thỉnh Phật cho phép ông mỗi ngày nhường một nửa phần vật thực khất thực của mình cho bà, để bà không cần ra ngoài nữa. Tuy nhiên, hành động này của ông đã bị chỉ trích bởi một nhóm tỳ-kheo gọi là "nhóm Sáu Tỳ-kheo", cũng như bởi Sthūlanandā. Dù những tu sĩ này nổi tiếng vì hạnh kiểm xấu, Clarke cho rằng lời phê bình của họ có lẽ phản ánh "sự mâu thuẫn trong thái độ chung của giới tăng lữ đối với những người tu hạnh khổ" lúc bấy giờ. Viết về Sthūlanandā, Ohnuma cho rằng Sthūlanandā chống lại lý tưởng ly tham và xả ly mà nhìn chung được đề cao trong Phật giáo sơ kỳ, và đó là lý do bà căm ghét Ma-ha-ca-diếp và Bhadra. Bà thường chỉ trích Ma-ha-ca-diếp, ngay cả khi ông không hành xử theo kiểu khổ hạnh thường thấy. Dù vậy, Ma-ha-ca-diếp vẫn tiếp tục hướng dẫn người vợ cũ, và cuối cùng bà đã chứng đắc quả vị A-la-hán sau đó. Trong một bài kệ được cho là do bà sáng tác, bà ca ngợi những món quà của người chồng cũ, cùng chung tầm nhìn chân lý và tình bạn đạo giữa hai người. Tuy nhiên, Ma-ha-ca-diếp không nhắc đến bà trong những bài kệ của mình.

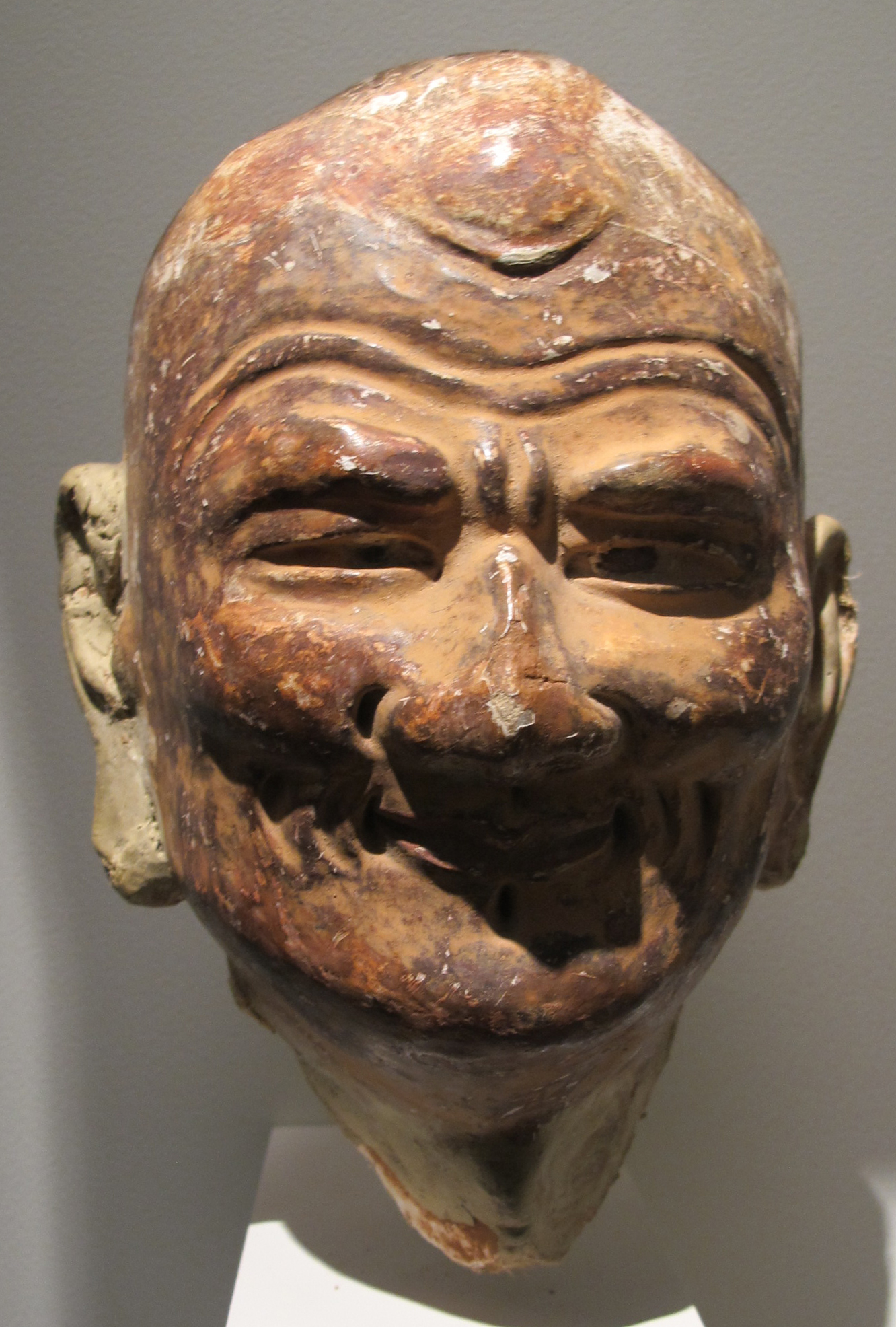
Ma-ha-ca-diếp. Thế kỷ VII–VIII, hang Mạc Cao, Trung Quốc.

Ma-ha-ca-diếp đôi khi được các vị trưởng lão tăng khác hỏi ý kiến về giáo pháp. Có lần, sau khi một số đạo sư ngoại đạo hỏi trưởng lão Xá-lợi-phất về những câu hỏi Phật không trả lời, ông (Xá-lợi-phất) đã tham vấn Ma-ha-ca-diếp vì sao Phật chưa từng trả lời những câu hỏi này. Lần khác, Xá-lợi-phất hỏi ý kiến ông về việc tăng cường nỗ lực trong sự thực hành giáo pháp Phật. Ma-ha-ca-diếp cũng là thầy và bạn thân của gia đình tỳ-kheo Śroṇa-Koṭikarṇa và sau trở thành upādhyāya (thầy tế độ, tiếng Pali: upajjhāya) của vị này. Ông đã truyền dạy bộ Aṭṭhakavagga cho vị ấy, và về sau Śroṇa trở nên nổi tiếng vì năng lực tụng đọc bộ kinh này.
Một khía cạnh khác trong vai trò người thầy của Ma-ha-ca-diếp là lòng từ bi của ông đối với người nghèo. Nhiều câu chuyện mô tả việc ông không quản ngại tạo cơ hội để những người bố thí nghèo có thể cúng dường ông và hỗ trợ sinh kế cho ông. Những vị thí chủ này thường dâng cho ông thức ăn thừa, vốn theo văn hóa Bà-la-môn giáo thời đó được coi là không thanh sạch. Bằng việc nhận vật thực từ những người này, Ma-ha-ca-diếp được xem là một "thửa ruộng công đức" cho họ, hay nói cách khác, là cơ hội để họ gieo phúc và "chuyển hóa ác nghiệp" của mình. Trong một trường hợp, ông chủ động tìm đến một người phụ nữ vô cùng nghèo khó sắp qua đời, chỉ để cho bà một cơ hội được dâng cúng một chút vật thực. Thoạt đầu bà không dám vì nghĩ thức ăn của mình quá kém phẩm chất, nhưng khi Ma-ha-ca-diếp kiên nhẫn chờ, cuối cùng bà hiểu ra rằng ông đến chỉ vì bà, và đã dâng cúng. Học giả Liz Wilson lập luận rằng những câu chuyện về lòng hào phóng này đã chịu ảnh hưởng từ các tín ngưỡng tiền Phật giáo về tế lễ Vệ Đà, trong đó người cúng tế và vật tế có sự liên hệ với nhau, và vật phẩm cúng dường chứa đựng một phần của người dâng cúng. Nhờ hiến dâng một phần của bản thân, người thí chủ đạt được một bản thân mới, và tự gột rửa chính mình thông qua vị tu sĩ thọ nhận vật cúng. Trong một tường thuật, một người bệnh phong khi cúng thức ăn cho ông vô tình để rơi một đốt ngón tay của mình vào bát; Ma-ha-ca-diếp vẫn nhận và dùng vật cúng dường ấy. Ngoài ra, sự lựa chọn người nghèo để tạo phúc của Ma-ha-ca-diếp còn được nhấn mạnh hơn nữa bằng cách có thêm những thí chủ phi thường như chư thiên hay thương gia giàu có đến "cạnh tranh" với người nghèo, và Ma-ha-ca-diếp chỉ nhận cúng dường từ người nghèo. Trong một bài kinh, ông thậm chí khuyên các tỳ-kheo khác không nên lui tới "những gia đình quyền quý". Do vậy, những người nghèo dâng cúng cho Ma-ha-ca-diếp trở nên có được địa vị cao và năng lực lớn nhờ công đức họ tạo. Wilson suy luận, "trong mắt Ma-ha-ca-diếp, người thí chủ hoàn hảo chính là người có ít của cải nhất để bố thí…".
Việc Ma-ha-ca-diếp kiên quyết chỉ nhận cúng dường của người nghèo và từ chối cúng dường từ các thí chủ quyền quý hay siêu nhiên là một phần trong hình tượng phản truyền thống của ông. Điều này cũng bao gồm việc ông để tóc và râu dài. Trong một văn bản, việc Ma-ha-ca-diếp từ chối các thí chủ cao sang đã khiến Phật chế định giới luật rằng không được từ chối cúng dường.

### Lòng kính trọng cuối cùng đối với Phật

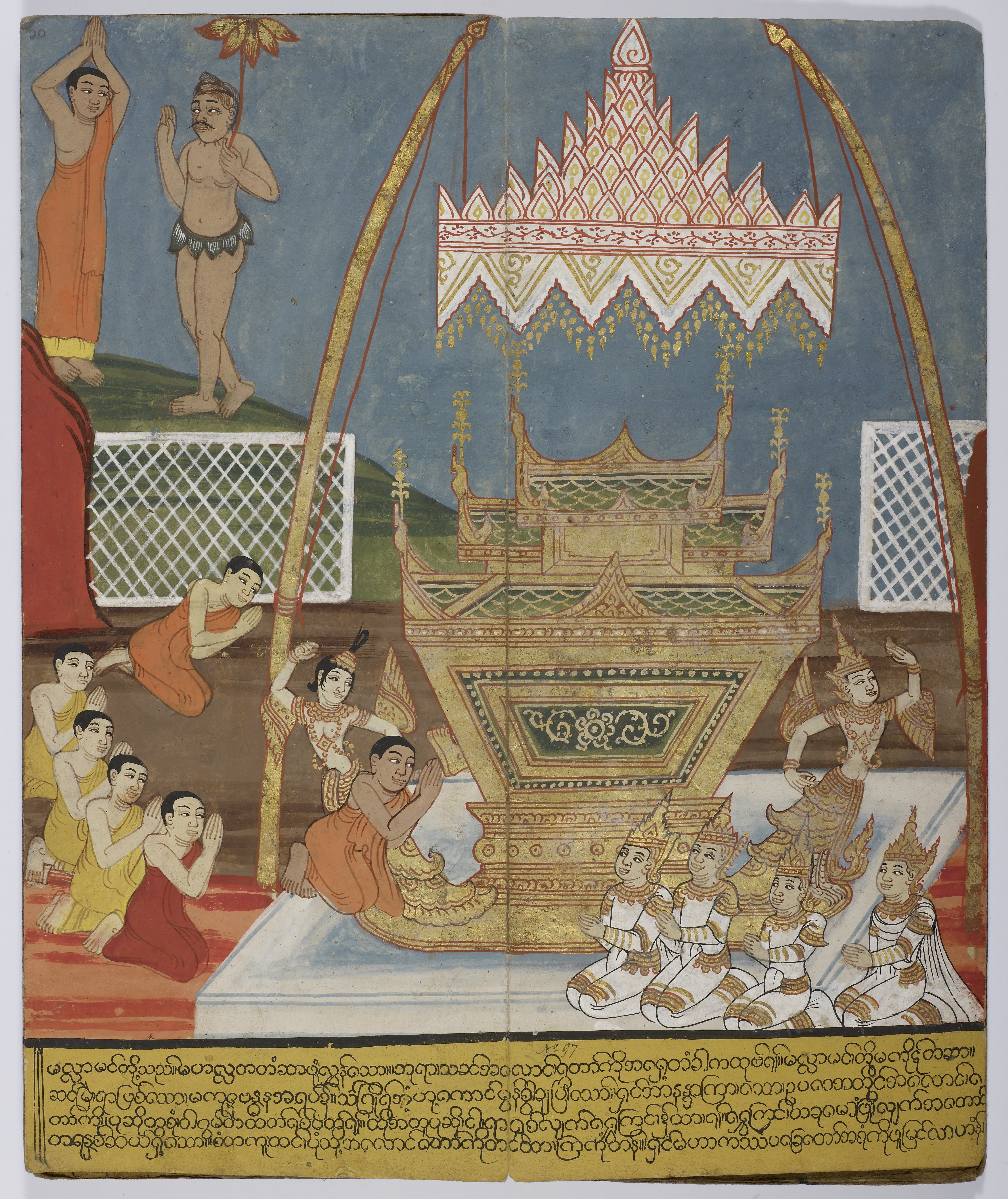
Miến Điện, giữa thế kỷ 19: Ma-ha-ca-diếp gặp vị khổ hạnh ājīvika (trên) và đảnh lễ bàn chân của Phật trước khi giàn hỏa được châm (dưới).

Theo bài kinh Pāli sơ kỳ về những ngày cuối đời của Phật và việc Ngài nhập Niết-bàn (tiếng Pali: Mahāparinibbāna Sutta), Ma-ha-ca-diếp biết tin về việc Phật nhập Niết-bàn (tiếng Pali: parinibbāna; qua đời và đạt Niết-bàn tối hậu) sau bảy ngày. Ông đang nghỉ ngơi sau một chuyến du hành cùng với một số tỳ-kheo thì ông gặp một vị khổ hạnh Ājīvika đang mang một bông hoa từ một loài hoa sa la đỏ trên thiên giới. Ông hỏi vị ấy về bông hoa, và hóa ra toàn bộ khu vực thành Câu-thi-na (tiếng Pali: Kusinara), nơi Phật tịch diệt, đã phủ đầy loài hoa này. Tuy nhiên, theo một số nguồn Tây Tạng, Ma-ha-ca-diếp biết về cái chết của Phật là nhờ một trận động đất. Trong các bản Pāli, Ma-ha-ca-diếp vội vã trở về từ núi Pāva để đến Câu-thi-na sau bảy ngày. Nhưng trong các bản Tây Tạng, Ma-ha-ca-diếp lo rằng vua A-xà-thế có thể bị sốc đến chết khi nghe tin Phật qua đời. Do đó, ông đã cảnh báo một vị Bà-la-môn làm việc trong triều đình, người này đã kịp thời ngăn nhà vua khỏi cơn nguy kịch. Chỉ khi đó ông mới lên đường đi Câu-thi-na.
Hóa ra người dân tộc Malla ở Câu-thi-na đã cố gắng châm lửa giàn hỏa thiêu Phật nhưng không thành. Các tường thuật Pāli cho biết tôn giả A-na-luật giải thích rằng các vị chư thiên đã ngăn không cho giàn hỏa bốc cháy trước khi Ma-ha-ca-diếp đến, trong khi các kinh văn Phật giáo chữ Hán thế kỷ VI lại nói rằng chính thần lực của Phật đã trì hoãn việc này. Các bản tường thuật cho biết Ma-ha-ca-diếp đã đảnh lễ "sâu sắc và cảm động" dưới chân Phật. Đôi chân của Phật kỳ diệu thò ra khỏi quan tài, trong đó thân thể Phật được tẩm liệm nhiều lớp vải. Ngay khi ông lễ bái xong, giàn hỏa tự bốc cháy, dù một số phiên bản kể rằng chính Ma-ha-ca-diếp đã châm lửa giàn hỏa với vai trò trưởng nam theo truyền thống Ấn Độ.
Nhà Phật học André Bareau (1921–1993) cho rằng tình tiết Ma-ha-ca-diếp biết tin Phật nhập Niết-bàn và việc ông châm lửa giàn hỏa là một thêm thắt do các tác giả bộ phái Luật tạng đưa vào dần dần trong các thế kỷ V, IV và III TCN, nhằm đề cao vai trò của Ma-ha-ca-diếp. Bareau lập luận rằng Ma-ha-ca-diếp đã không tham dự lễ trà-tỳ của Phật theo câu chuyện ban đầu, và rằng thực ra Ma-ha-ca-diếp đã có thể đi theo một tuyến đường chỉ mất vài giờ qua Pāva để đến Câu-thi-na. Dù vậy, câu chuyện về sự trì hoãn và việc Ma-ha-ca-diếp cuối cùng châm lửa giàn hỏa cho thấy ông được kính trọng đến mức nào, vì ông được xem là người thừa kế quan trọng nhất của Chính Pháp của Phật.

### Đại hội kết tập kinh điển lần thứ nhất

#### Các tường thuật

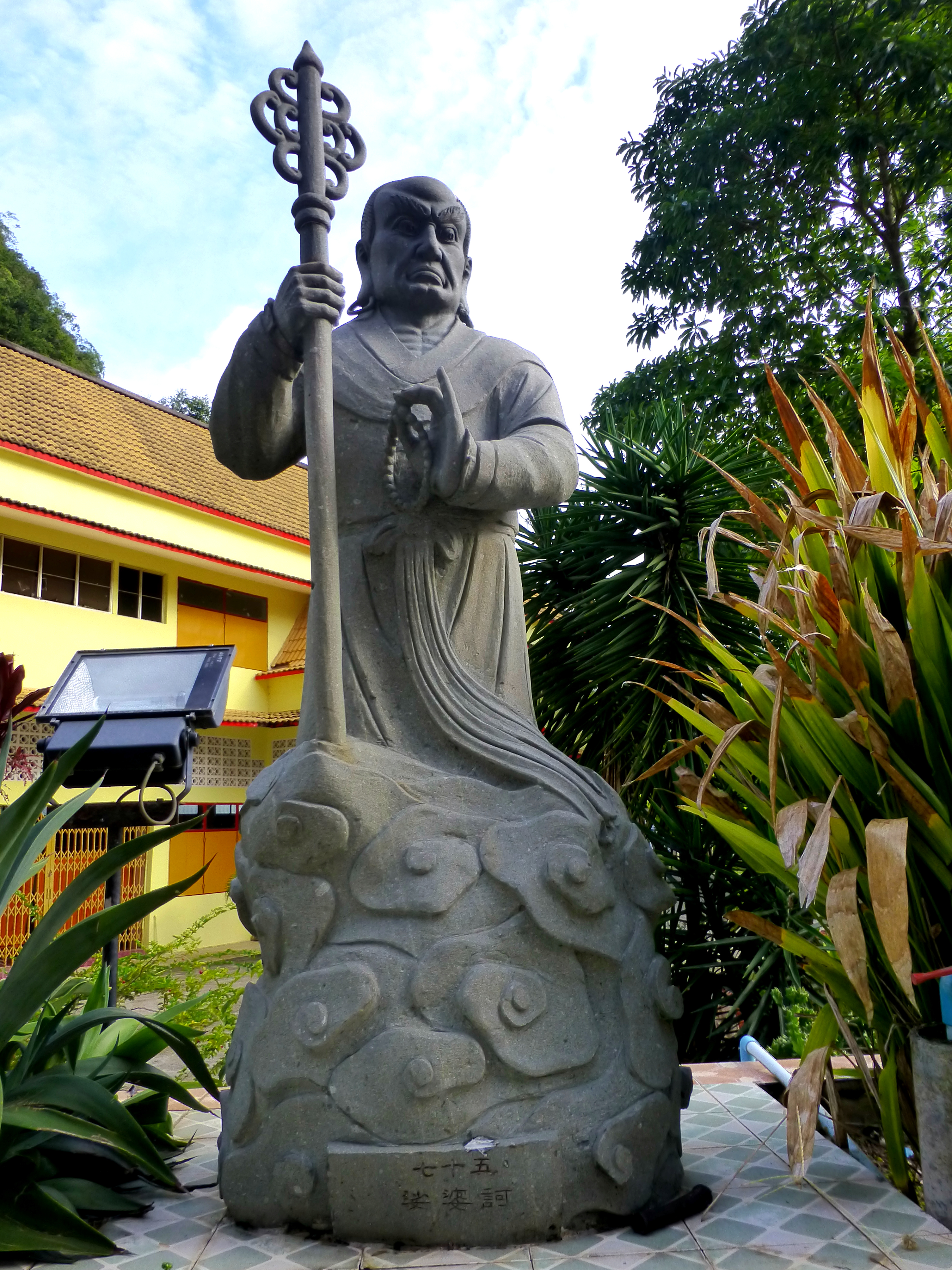
Ma-ha-ca-diếp, chùa Tham Khao Rup Chang, tỉnh Songkhla, Thái Lan

Khi Phật đã nhập Niết-bàn (qua đời), và Ma-ha-ca-diếp được cho là đã 120 tuổi, số lượng các đệ tử từng gặp Phật hoặc đã đắc quả ngày càng giảm. Một số tỳ-kheo, trong đó có tỳ-kheo Tu-bạt-đà-la (tiếng Pali: Subhadda), bày tỏ sự hài lòng rằng giờ họ có thể tha hồ làm điều họ muốn, vì thầy của họ là Phật đã không còn để ngăn cấm họ bất cứ điều gì. Một số kinh văn Hán và Tây Tạng nói rằng đã có “nỗi hoài nghi và kinh hãi” trong hàng ngũ nhiều đệ tử. Theo A Dục Vương truyện và Đại trí độ luận chữ Hán, nhiều đệ tử đã giác ngộ muốn ngừng truyền pháp, rời bỏ thế gian và nhập Niết-bàn vô dư. Điều này khiến Ma-ha-ca-diếp lo ngại, và ông đã thành công ngăn các bạn đồng tu của mình rời bỏ thế tục. Để ghi lại những bài thuyết pháp của Phật và gìn giữ giới luật tu viện, Ma-ha-ca-diếp đã tổ chức Đại hội kết tập kinh điển lần thứ nhất. Theo các kinh văn, Đại hội kết tập kinh điển lần thứ nhất được tổ chức trong một hang động gọi là Saptaparṇaguhā tại thành Vương Xá (tiếng Pali: Sattapaṇṇaguhā; Rājagaha, nay là Rajgir), nơi đã diễn ra nhiều thời pháp của Phật. Trong mùa an cư đầu tiên (tiếng Phạn: varṣa, tiếng Pali: vassa) sau khi Phật qua đời, Ma-ha-ca-diếp đã đề nghị A-nan-đà thay mặt đại chúng tụng lại những bài kinh mà ông đã nghe. Tuy nhiên, một quy định được đưa ra là chỉ những vị A-la-hán mới được tham dự đại hội, nhằm tránh những thiên kiến như thiên vị hay cục bộ có thể làm sai lệch ký ức của các đệ tử. A-nan-đà lúc này vẫn chưa đắc quả, nên Ma-ha-ca-diếp chưa cho phép ông tham dự. Dù biết sự hiện diện của A-nan-đà trong đại hội là cần thiết, ông không muốn thiên lệch mà phá lệ. Truyền thống Mūlasarvāstivāda kể rằng lúc đầu Ma-ha-ca-diếp đồng ý cho A-nan-đà tham gia đại hội với vai trò một người phục vụ, nhưng rồi buộc phải cho ông ra ngoài khi tôn giả A-na-luật nhận thấy A-nan-đà chưa chứng thánh quả. Tuy vậy, đêm đó A-nan-đà đã chứng đắc A-la-hán. Sáng hôm sau, khi đại hội bắt đầu, Ma-ha-ca-diếp hỏi Ưu-ba-li những câu hỏi để xác lập hệ thống kinh văn về giới luật cho chư tăng và chư ni. A-nan-đà thì tụng lại các bài kinh và xác định bài nào là xác thực, bài nào không. Ma-ha-ca-diếp hỏi về từng bài kinh mà A-nan-đà kể xem Phật thuyết bài kinh ấy ở đâu, khi nào và cho những ai nghe. Sau đó, đại hội đã nhất trí rằng ký ức và sự tụng đọc của A-nan-đà là chính xác, nhờ đó Kinh tạng (tiếng Phạn: Sūtra Piṭaka, tiếng Pali: Sutta Piṭaka) được tuyên bố kết tập hoàn tất. Một số truyền thống kể rằng A-tì-đàm (tiếng Pali: Abhidhamma) cũng được kết tập trong đại hội này – đúng hơn là phần tiền thân của nó là Mātṛka. Các nguồn có nơi nói Ma-ha-ca-diếp đã ôn lại phần này, có nơi nói A-nan-đà hoặc Xá-lợi-phất làm việc đó. Trong khi tụng đọc, một vấn đề được nêu ra: trước khi nhập diệt, Phật có nói với A-nan-đà rằng nếu cần thì sau khi Ngài qua đời, có thể bỏ những giới luật nhỏ nhặt. Giờ câu hỏi đặt ra là “giới luật nhỏ nhặt” nên hiểu như thế nào. Các tỳ-kheo đã thảo luận nhiều khả năng, nhưng không đi đến kết luận. Để tránh cho Tăng đoàn bị mang tiếng và tránh bị ngoại đạo dị nghị, Ma-ha-ca-diếp chủ trương không bỏ bất cứ giới luật nào. Sau đại hội, Ma-ha-ca-diếp cố gắng để các tỳ-kheo Ca Phạm Ba Đề (Gavampati) và Phú Lâu Na Di Đa La Ni Tử (Purana) phê chuẩn kết quả kết tập, nhưng cả hai đều không tỏ ý kiến về việc này.
Cũng trong đại hội này, A-nan-đà bị Ma-ha-ca-diếp và chư tăng buộc tội vì đã cho phụ nữ được xuất gia. Ngoài ra, ông còn bị kết tội đã quên thỉnh Phật nêu rõ những giới luật nào có thể bỏ; đã giẫm lên y của Phật; đã cho phép phụ nữ lễ bái nhục thân Phật sau khi Ngài qua đời dù thân Phật khi ấy chưa được che đậy kín và còn bị nước mắt họ làm ướt; và đã không thỉnh Phật lưu thế thêm. A-nan-đà không nhận những việc đó là lỗi của mình, nhưng ông vẫn chấp nhận làm lễ sám hối chính thức “... vì kính tín ý kiến của chư vị trưởng lão tôn quý”.

#### Tính lịch sử
Phiên bản nổi tiếng nhất về Đại hội lần thứ nhất cho rằng Ma-ha-ca-diếp là vị chủ tọa. Tuy nhiên, các văn bản của Thuyết nhất thiết hữu bộ (Sarvāstivāda), Căn Bản Thuyết Nhất Thiết Hữu Bộ, và Mahīśāsaka lại kể rằng vị chủ tọa là A-nhã Kiều-trần-như (tiếng Pali: Añña-Koṇḍañña), vì Kiều-trần-như là vị đệ tử cao niên nhất. Nhà Phật học Jean Przyluski (1885–1944) lập luận rằng các bản tường thuật sớm nhất đã để Kiều-trần-như đứng đầu tăng đoàn, và ban đầu Ma-ha-ca-diếp chỉ là một nhân vật bình thường, không có vai trò quản lý hay lãnh đạo. Tuy nhiên, vì danh tiếng thánh tăng khổ hạnh của ông không thể bàn cãi, Ma-ha-ca-diếp đã thay thế vai trò của Kiều-trần-như làm người lãnh đạo trong lễ trà-tỳ và Đại hội lần thứ nhất. Giả thuyết của Przyluski bị phê phán vì khó có thể cho rằng ba truyền thống kinh văn mà ông dẫn mới là cổ xưa nhất. Dù vậy, Bareau lập luận rằng tình tiết Tu-bạt-đà-la dẫn tới việc Ma-ha-ca-diếp triệu tập đại hội là một thêm thắt muộn, nhưng đủ sớm để có trong mọi truyền thống kinh văn sơ kỳ. Ông tin rằng giới tác giả bộ phái Luật tạng đã thêm thắt nó ngay sau khi Phật qua đời, vào cuối thế kỷ V TCN, để tôn vinh Ma-ha-ca-diếp.
Truyền thống kể rằng Đại hội lần thứ nhất kéo dài bảy tháng. Tuy nhiên, nhiều học giả từ cuối thế kỷ XIX trở đi cho rằng tính lịch sử của Đại hội lần thứ nhất khó đứng vững. Một số như nhà Đông phương học Ivan Minayev (1840–1890) nghĩ hẳn phải có các cuộc hội họp sau Phật tịch, nhưng chỉ các nhân vật chính và một số sự kiện trước hoặc sau Đại hội lần thứ nhất là lịch sử, còn bản thân đại hội thì không. Một số khác, như Bareau và nhà Ấn Độ học Hermann Oldenberg (1854–1920), cho rằng câu chuyện về Đại hội lần thứ nhất có lẽ được viết sau Đại hội lần thứ hai và dựa trên Đại hội lần thứ hai, vì sau khi Phật qua đời không có vấn đề lớn nào cần giải quyết hay lý do gì khác để tổ chức Đại hội lần thứ nhất. Mặt khác, nhà khảo cổ Louis Finot (1864–1935) và nhà Ấn Độ học E. E. Obermiller (1901–1935) cho rằng câu chuyện Đại hội lần thứ nhất là chân thực, vì những điểm tương đồng giữa các bản Pāli và các truyền thống kinh điển Sanskrit. Nhà Đông phương học Louis de La Vallée-Poussin (1869–1938) và nhà Ấn Độ học Nalinaksha Dutt (1893–1973) cho rằng chuyện này có thật, nhưng chỉ là một buổi tụng đọc giới bổn đơn giản (tiếng Phạn: prātimokṣa, tiếng Pali: pātimokkha; theo Dutt là nhằm giải quyết “những giới luật nhỏ nhặt”), chứ không phải một đại hội đầy đủ ôn tụng cả kinh tạng. Nhà Ấn Độ học Richard Gombrich đồng ý với các sư Sujato và Brahmali rằng việc tổ chức Đại hội “rất hợp lý”. Các vị này lý luận rằng Đại hội là một sự kiện có thật, vì tất cả các bộ giới luật tu viện còn truyền đều nhắc đến nó. Một số trong đó, như Luật tạng Theravāda, không kể việc tụng A-tì-đàm trong câu chuyện, dù A-tì-đàm là một phần quan trọng trong truyền thống của họ – điều này cho thấy tính chất lịch sử của các tường thuật.
Nhà Ấn Độ học Erich Frauwallner (1898–1974) nhận thấy rằng trong các kinh văn Phật giáo sớm nhất, Ma-ha-ca-diếp ít được nhắc đến, đặc biệt nếu so với A-nan-đà. Tuy nhiên, trong các tường thuật về Đại hội lần thứ nhất, Ma-ha-ca-diếp lại rất nổi bật, còn A-nan-đà bị hạ thấp vai trò. Frauwallner cho rằng điều này cho thấy đã có một “sự cải biến và đánh giá lại sâu sắc” truyền thống liên quan đến vị thế của hai người này. Học giả Jonathan Silk nhận xét rằng các bản dịch Hán ngữ sớm nhất hầu như không nhắc đến Ma-ha-ca-diếp. Ray cho rằng có sự khác biệt giữa kinh văn Pāli và kinh văn các bộ phái khác: hình tượng Ma-ha-ca-diếp trong Pāli bình thường hơn nhiều, với ít thần thông và uy lực đạo đức hơn so với trong các bản như Luật tạng Mūlasarvāstivāda và trong bộ Đại Sự. Dù có một số kinh Pāli đề cao hạnh tu ẩn dật trong rừng, những yếu tố này chỉ rời rạc và trái ngược rõ rệt với vai trò tổng quát của Ma-ha-ca-diếp trong lịch sử Tăng đoàn Pāli.

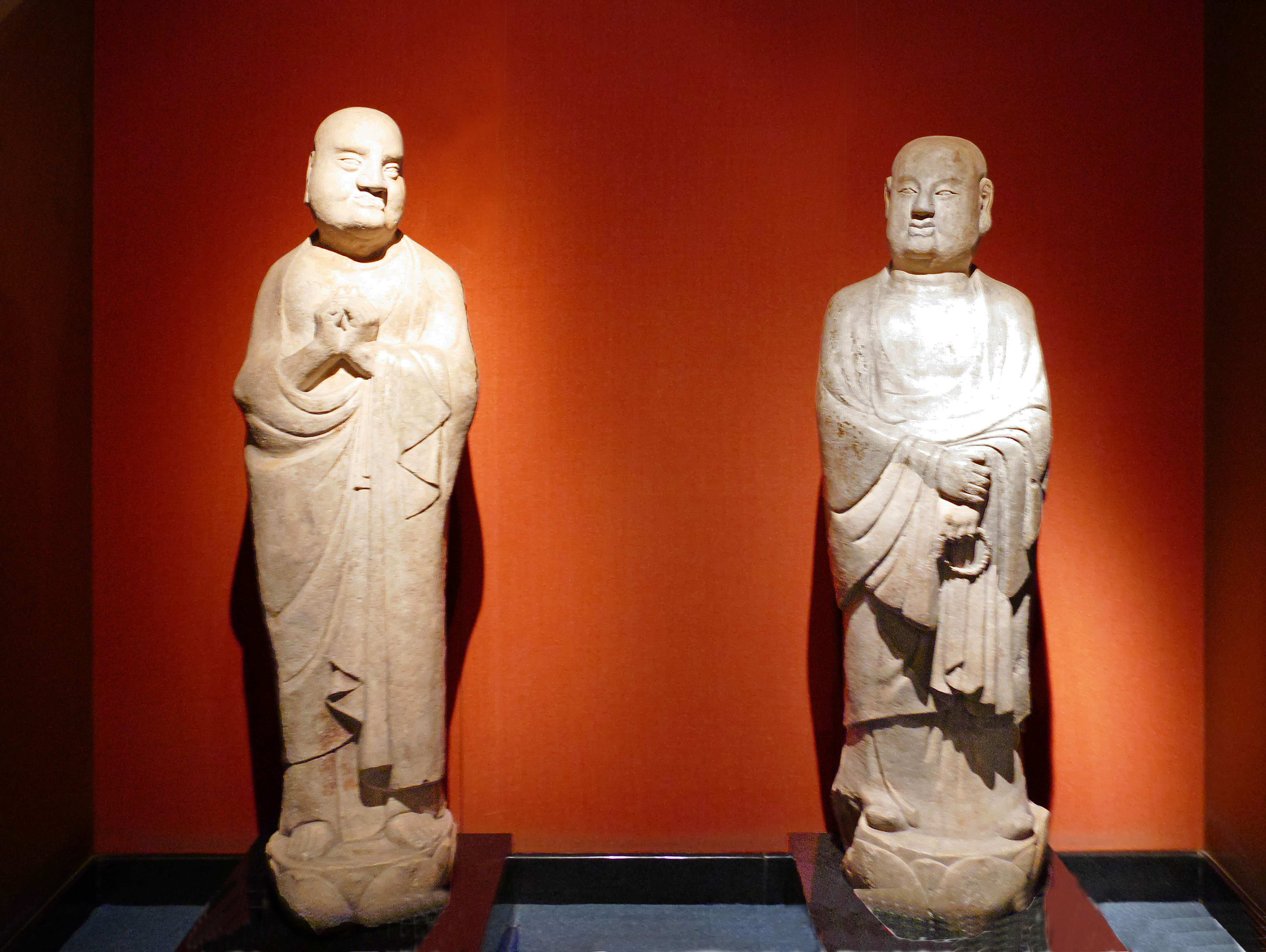
Ma-ha-ca-diếp (trái) và A-nan-đà (phải), Trung Quốc, thời nhà Tống (960–1279)

Von Hinüber, Przyluski và nhà Ấn Độ học I. B. Horner (1896–1981) cho rằng việc A-nan-đà bị buộc tội trong kỳ kết tập cho thấy sự căng thẳng giữa các bộ phái Phật giáo sơ kỳ – tức giữa các bộ phái chú trọng kinh tạng và các bộ phái chú trọng luật tạng. Những khác biệt này đã ảnh hưởng đến kinh điển của mỗi truyền thống: chẳng hạn, các truyền thống kinh văn Pāli và Mahīśāsaka khắc họa một Ma-ha-ca-diếp phê phán A-nan-đà nhiều hơn so với truyền thống Thuyết Nhất Thiết Hữu Bộ mô tả ông, phản ánh sự thiên về luật tạng của các truyền thống trước, và thiên về kinh tạng của các truyền thống sau. Khi phân tích sâu sáu bản văn khác thuộc các truyền thống kinh văn khác nhau của Kinh Đại bát Niết-bàn, Bareau phân biệt hai tầng lớp trong kinh này: một lớp cổ xưa và một lớp muộn hơn. Lớp cổ xưa (thế kỷ V TCN) thuộc về những người kết tập kinh điển thiên về kinh tạng; lớp muộn hơn (chủ yếu thế kỷ IV và III TCN) thuộc về những người nhấn mạnh luật tạng; lớp thứ nhất đề cao hình tượng A-nan-đà, lớp thứ hai đề cao Ma-ha-ca-diếp. Nhà Phật học André Migot (1892–1967) cũng lập luận rằng các kinh văn cổ nhất (thế kỷ V TCN) phần lớn tán dương A-nan-đà là người "nghe nhiều nhất" (tiếng Phạn: bahuśruta, tiếng Pali: bahussutta); loạt kinh văn thứ hai mới hơn (thế kỷ IV-đầu III TCN) tán dương Ma-ha-ca-diếp là bậc xuất chúng về giới luật (tiếng Phạn: śīla, tiếng Pali: sīla); và các kinh văn mới nhất (giữa thế kỷ III TCN) tán dương Xá-lợi-phất là vị trí tuệ bậc nhất (tiếng Phạn: prajñā, tiếng Pali: paññā). Ma-ha-ca-diếp hầu như được gắn liền với các văn bản luật tạng trong giai đoạn thế kỷ IV đến đầu III TCN khi đạo Phật thịnh hành ở Tỳ-xá-ly (Vaiśālī). Do đó Bareau, Przyluski và Horner lập luận rằng các lỗi lầm mà A-nan-đà bị kết tội là một thêm thắt muộn. Tuy nhiên, Ellison Banks Findly không đồng ý, vì câu chuyện trong các văn bản luật tạng phù hợp với Kinh Đại bát Niết-bàn và với hình tượng A-nan-đà chung trong các kinh văn. Minayev cho rằng các cáo buộc này là một truyền thống xưa, vì chúng thường không phải chất liệu để dựng truyền thuyết, vì nhà sư Trung Quốc Huyền Trang (602–664) đã thuật lại việc có một ngôi tháp được dựng lên để kỷ niệm sự kiện này, và vì sự mơ hồ về thế nào là giới luật lớn hay nhỏ là điển hình cho thời đại đó.
Mở rộng lý thuyết về hai xu hướng trên, Przyluski nhận thấy rằng nhân vật A-nan-đà tiêu biểu cho Phật giáo thời kỳ đầu, trong khi Ma-ha-ca-diếp tiêu biểu cho một Phật giáo đã cải cách. A-nan-đà tượng trưng cho "tôn giáo của tình thương", còn Ma-ha-ca-diếp tượng trưng cho "tinh thần khổ hạnh cứng rắn". Migot thì cho rằng hình tượng A-nan-đà là một dạng Phật giáo sùng kính đạo sư, đã bị thay thế bởi hình thức tu viện chính thống của Ma-ha-ca-diếp với ít tập trung vào sùng tín hơn.
Dù Phật không chỉ định người kế vị chính thức, vai trò lãnh đạo và vị thế cao niên của Ma-ha-ca-diếp trên thực tế đã khiến ông trở thành người đứng đầu tăng đoàn trong khoảng hai mươi năm đầu sau khi Phật nhập Niết-bàn. Sau khi Phật và hai vị đại đệ tử thân cận là Xá-lợi-phất và Mục-kiền-liên viên tịch, ông đã trở thành nhân vật có ảnh hưởng nhất trong tăng đoàn. Trong các kinh văn sơ kỳ, cái chết của Ma-ha-ca-diếp không được nhắc đến. Việc này chỉ được đề cập trong các văn bản hậu kinh điển.

## Trong các văn bản hậu kinh điển

### Tổ sư
Trong nhiều kinh văn Sanskrit Ấn Độ và Đông Á từ sớm nhất là thế kỷ II CN, Ma-ha-ca-diếp được xem là vị tổ sư đầu tiên của dòng truyền thừa truyền dạy giáo pháp của Phật, và A-nan-đà là vị tổ thứ hai. Một trong những mô típ sớm nhất về truyền thống các tổ là hình tượng Năm vị Thầy của Chính pháp (tiếng Phạn: dharmācārya), tìm thấy trong các kinh văn Sanskrit thế kỷ II CN, như A Dục Vương truyện và Kinh Đại Bát Niết-bàn (Đại thừa), và nhiều phát hiện khảo cổ học. Truyền thống này có thể dựa một phần trên các câu chuyện sơ kỳ về Đại hội lần thứ nhất, nhưng được phát triển thêm về ý tưởng bảo tồn giáo pháp. Các câu chuyện về Năm vị Thầy dường như không xuất phát nhiều từ mối quan tâm về sự truyền thừa giáo pháp, mà đúng hơn từ mối lo ngại về việc vắng bóng Phật. Các kinh văn đã trao cho mỗi vị Thầy của Chính pháp vai trò và sức hút tương tự Phật, hay như học giả John S. Strong nói, "theo một nghĩa nào đó, mỗi vị đều là một vị Phật trong thời đại của mình". Điều này phù hợp với quan niệm thừa kế trong xã hội Ấn Độ cổ đại, trong đó người con trai không chỉ thừa hưởng tài sản của cha mình, mà còn cả địa vị và thân phận của ông.
Một số bộ phái Phật giáo sơ kỳ đã mở rộng ý tưởng về Năm vị Thầy của Chính pháp, trong đó có phái Thuyết Nhất Thiết Hữu, phái Căn Bản Thuyết Nhất Thiết Hữu Bộ và phái Thượng tọa bộ (Sthāvirīya), mỗi phái đều mở rộng danh sách để bao gồm các thầy của riêng họ vào hàng Tổ sư. Có một tường thuật thuộc các truyền thống văn bản Sarvāstivāda và Mūlasarvāstivāda nói rằng trước khi Ma-ha-ca-diếp viên tịch, ông đã phó chúc giáo pháp của Phật cho A-nan-đà như một sự chuyển giao quyền uy, dặn A-nan-đà truyền lại giáo pháp cho đệ tử mình là Śāṇakavāsī (tiếng Pali: Saṇavāsī; còn gọi là Śāṇakavāsin hoặc Śāṇāvasika). Ma-ha-ca-diếp đưa ra lời dự báo (sau quả nhiên thành sự thật) rằng một người tại gia tên Śāṇakavāsī sẽ tổ chức cúng dường lớn cho Tăng đoàn; sau sự kiện ấy, A-nan-đà thuyết phục ông ta xuất gia làm đệ tử của mình. Về sau, ngay trước khi A-nan-đà qua đời, ông cũng truyền lại giáo pháp cho đệ tử mình như lời Ma-ha-ca-diếp dặn. Ray nhận xét rằng ở đây Ma-ha-ca-diếp được mô tả là không chỉ chọn người kế vị cho mình, mà còn cho cả người kế vị của người kế vị, điều này nhấn mạnh vị trí tối thượng mà ông được nhìn nhận là có.
Các học giả Phật học Hirakawa Akira (1915–2002) và Bibhuti Baruah bày tỏ hoài nghi về mối quan hệ thầy – trò giữa Ma-ha-ca-diếp và A-nan-đà. Họ cho rằng giữa hai người có bất hòa, như các kinh văn sơ kỳ cho thấy. Hirakawa còn giả thiết rằng Ma-ha-ca-diếp và A-nan-đà là đồng môn, cùng chung một bậc thầy là Phật Thích-ca, do đó không cần sự truyền thừa giữa hai người. Học giả tôn giáo Đông Á Elizabeth Morrison dẫn một bài viết của thiền sư Kì Tùng (1007–1072) về truyền thống tổ sư trong Phật giáo. Vị này lưu ý vấn đề một sự truyền thừa giữa các đồng môn không ở quan hệ thầy trò. Ông giải quyết bằng cách so sánh Ma-ha-ca-diếp và A-nan-đà với hai anh em thừa kế theo thứ tự sinh. Đáp lại lập luận của Hirakawa, Silk lập luận thêm rằng tính đơn tuyến của sự truyền thừa khiến không thể cả Ma-ha-ca-diếp lẫn A-nan-đà đều nhận truyền thừa trực tiếp từ Phật, nên A-nan-đà đành phải nhận truyền thừa từ Ma-ha-ca-diếp.

### Bảo quản xá-lợi của Phật
Phần chú giải atthakathā thế kỷ V cho Trường Bộ kinh kể rằng sau khi Phật nhập Niết-bàn, Ma-ha-ca-diếp lo ngại rằng di hài hay xá-lợi Phật sẽ bị phân tán, vì chúng đã được chia thành tám phần. Ông thu thập các phần xá-lợi Phật bằng cách xin lại từ các gia đình đã giữ chúng, dù ông để lại một lượng xá-lợi tượng trưng cho các gia đình. Với sự giúp sức của vua A-xà-thế, ông bảo quản chúng trong một hầm ngầm gọi là “điện thờ tám mươi đệ tử” phía đông thành Vương Xá. Vì tên gọi đó, nhà nghiên cứu Đông Nam Á François Lagirarde đặt vấn đề liệu hầm ngầm này cũng có thể là nơi an táng xá-lợi của các đại đệ tử hay không, nhưng Strong cho rằng đây là kế nghi binh: toàn bộ việc đều làm kín đáo vì Ma-ha-ca-diếp lo sợ cho an toàn của xá-lợi Phật. Sau này, theo các văn bản Phật giáo hậu kinh điển như bộ Paṭhamasambodhi của Theravāda, các di hài được an trí ở một nơi đã được khai quật và phân chia bởi hoàng đế Aśoka (khoảng 268–232 TCN) ra khắp Ấn Độ làm 84.000 phần. Thay vì xá-lợi bị giấu kín đâu đó, giờ chúng có thể đến được với quảng đại quần chúng.
Các tường thuật sớm nhất chỉ kể rằng Ma-ha-ca-diếp đến viếng và đảnh lễ tám phần xá-lợi; các tường thuật muộn hơn kể rằng ông thu thập các phần xá-lợi. Có một sự tương song ở đây với Đại hội lần thứ nhất: Ma-ha-ca-diếp tập hợp toàn bộ giáo pháp của Phật (tiếng Phạn: dharmakāya; tiếng Pali: dhammakāya) về một chỗ, cũng như ông được mô tả thu thập các di hài Phật (Sanskrit và tiếng Pali: rūpakāya) về một chỗ. Dù vậy, mô típ cùng một nơi lưu giữ xá-lợi Phật có thể có cơ sở lịch sử. Przyluski và Bareau đã lập luận dựa trên kinh văn và các bằng chứng khác rằng xá-lợi Phật ban đầu được giữ tại một chỗ, trong một hầm mộ (Przyluski) hoặc một ngôi tháp (Bareau).

### Chờ đợi Di-lặc

#### Các truyền thuyết

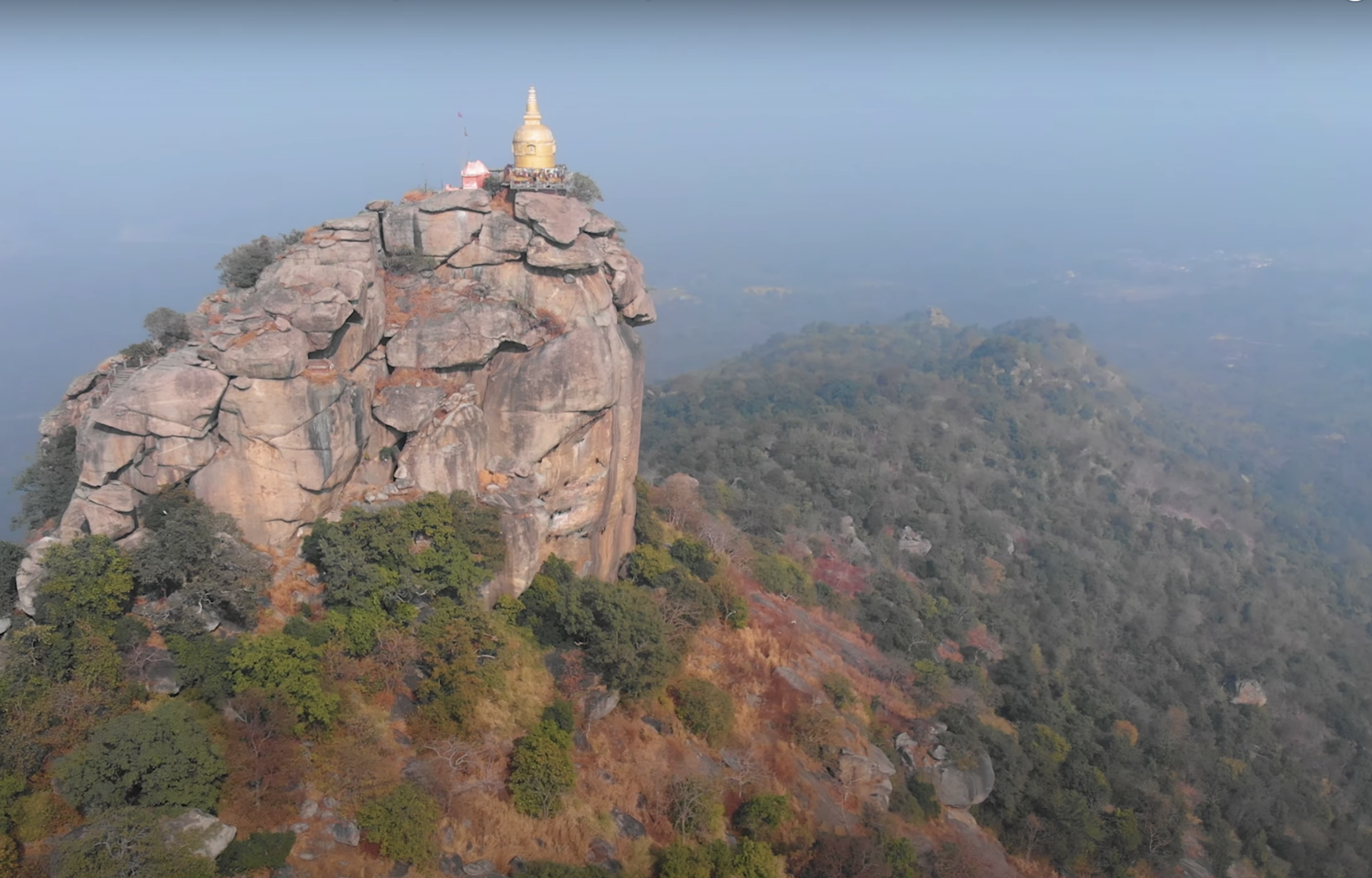
Núi Kukkuṭapāda ở Bihar, Ấn Độ, nơi Ma-ha-ca-diếp được cho là viên tịch

Các kinh văn Sanskrit hậu kinh điển như các bộ Avadāna, cũng như du ký của những nhà hành hương Trung Hoa thời Trung Cổ, nhiều bản dịch Hán ngữ, và các văn bản bản ngữ Đông Nam Á, tường thuật về cái chết của Ma-ha-ca-diếp. Một trong những tường thuật sớm nhất là một bản dịch Hán thế kỷ IV CN và bộ A Dục Vương truyện, có niên đại thế kỷ II CN. Các tường thuật này kể rằng nhục thân của Ma-ha-ca-diếp được an trí dưới chân núi Kê Túc (Kukkuṭapāda) (còn gọi là Gurupādaka, ở Ma-kiệt-đà) và sẽ lưu lại đó cho đến khi vị Phật tiếp theo là Di-lặc (tiếng Pali: Mettiya) xuất hiện. Một văn bản Thái Lan kể rằng Ma-ha-ca-diếp biết qua thiền định rằng ngày hôm sau mình sẽ viên tịch và nhập Niết-bàn. Ngày hôm sau, ông thông báo với các đệ tử về cái chết sắp đến của mình, giảng dạy họ lần cuối, rồi đi trì bình khất thực, mặc chiếc y mà ông đã nhận từ Phật. Trong Luật tạng Mūlasarvāstivāda có ghi ông cũng đến đảnh lễ xá-lợi Phật. Một số bản kể cho biết ông định thăm vua A-xà-thế, nhưng nhà vua đang ngủ. Ma-ha-ca-diếp quét dọn tịnh xá rồi đi đến núi Kê Túc, nơi an táng mà ông đã chọn sẵn. Ông ban lời giáo huấn cuối cùng cho dân chúng, và biểu hiện thần thông. Sau khi an vị trong một hang động giữa ba đỉnh núi, ông đắp lên mình chiếc y mà ông đã nhận từ Phật. Các kinh văn ghi rằng ông phát nguyện rằng nhục thân ông sẽ lưu lại đó cho đến khi Phật Di-lặc xuất thế – tức một khoảng thời gian không thể tính kể. Thân ông sẽ không bị mục rữa trong thời gian đó, mà sẽ hiện ra rồi tan rã vào thời Phật Di-lặc.   Dù Ma-ha-ca-diếp đã viên tịch sau khi phát nguyện, nhục thân ông vẫn nguyên vẹn theo nguyện ước. Ba đỉnh núi khép kín lại che chở nhục thân ông. Về sau, vua A-xà-thế nghe tin Ma-ha-ca-diếp viên tịch, đau đớn ngất đi. Vua muốn đến chiêm bái Ma-ha-ca-diếp lần cuối. A-nan-đà dẫn vua A-xà-thế đến núi, và núi đã hé mở vừa đủ cho hai người thấy nhục thân Ma-ha-ca-diếp. Trong Luật tạng Mūlasarvāstivāda và A Dục Vương truyện, nhà vua muốn hỏa táng nhục thân đó, nhưng A-nan-đà nói rằng nhục thân sẽ còn lưu lại đến thời Phật Di-lặc. Khi họ rời đi, ngọn núi lại khép kín. Về sau, hoàng đế A-dục cũng lên núi cùng tôn giả Ưu-Ba-Cúc-Đa (Upagupta), sau khi vị này dẫn vua viếng một bảo tháp của các đệ tử Phật.
Các tường thuật kể tiếp rằng trong tương lai, vào thời Phật Di-lặc, núi sẽ mở ra khi Ngài đến, "như một Chuyển luân vương mở cổng thành". Tuy nhiên, con người thời Phật Di-lặc cao lớn hơn nhiều so với thời Phật Thích-ca. Trong một bản kinh, các đệ tử Phật Di-lặc vì thế khinh bỉ Ma-ha-ca-diếp, vì đầu ông đối với họ nhỏ không hơn gì một con côn trùng. Chiếc y của Phật Thích-ca chỉ đủ phủ hai ngón tay của họ, khiến họ kinh ngạc không hiểu Phật Thích-ca sao lại nhỏ bé đến vậy. Cuối cùng, theo một số bản kể, Phật Di-lặc nâng nhục thân Ma-ha-ca-diếp trên tay, nói cho đệ tử biết ông đã vĩ đại thế nào, và rồi thấy thi thể ấy kỳ diệu bốc cháy trong tay Ngài, ứng với lời nguyện của Ma-ha-ca-diếp. Nhưng trong bản nổi tiếng của Huyền Trang, cũng như trong kịch Tochari Maitreyasamitināṭaka và các bản khác, Ma-ha-ca-diếp vẫn còn sống, chờ đợi trong "động định", cho đến thời Di-lặc: ông trao lại tấm y cho Phật Di-lặc, nói cho chúng đệ tử biết tấm y này từ ai truyền lại, và bày tỏ niềm hoan hỷ vì đã được gặp hai vị Phật. Trong Luật tạng Mūlasarvāstivāda và A Dục Vương truyện, câu chuyện kết thúc với việc các đệ tử của Phật Di-lặc chứng đắc A-la-hán, vì cuộc gặp gỡ đã khiến họ trút bỏ được tính kiêu mạn.

#### Các tín ngưỡng và thực hành

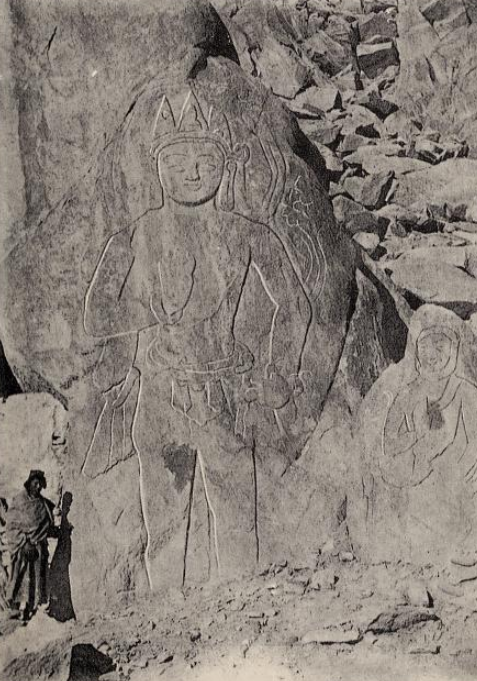
Hình tượng Phật Di-lặc, Tây Tạng, thế kỷ X. Deeg (1999) nhận định hình bên phải là Ma-ha-ca-diếp.

Núi Kê Túc (Kukkuṭapāda) đã được các tác giả truyền thống đồng nhất với nhiều địa điểm khác nhau ở miền Bắc Ấn Độ, và một số nơi này đã trở thành các điểm hành hương và trung tâm tín ngưỡng nổi tiếng vào thời nhà sư hành hương Pháp Hiển (337–422) và sau đó là Huyền Trang đến thăm. Những điểm hành hương này, với những hình tượng Ma-ha-ca-diếp, đã được học giả Phật học Vincent Tournier liên hệ với nguyện vọng được sinh vào hàng đệ tử của Phật Di-lặc.
Trong các bia đá Trung Quốc thế kỷ VI, Ma-ha-ca-diếp thường được mô tả đang chờ Phật Di-lặc trong hang, khoác y và trùm mũ. Ông được trao vai trò như người kế thừa Phật Thích-ca. Học giả Phật học Miyaji Akira đề xuất rằng hình tượng Ma-ha-ca-diếp chờ trong hang đã trở thành nền tảng cho một chủ đề trong nghệ thuật Phật giáo Triều Tiên mô tả các vị tăng ngồi thiền trong hang. Tuy vậy, nhà nghiên cứu Sunkyung Kim chỉ ra rằng các mô típ tương tự đã thấy trong nghệ thuật Phật giáo sớm hơn, thể hiện Phật Thích-ca ngồi thiền.
Câu chuyện Ma-ha-ca-diếp chờ Phật Di-lặc có ảnh hưởng quan trọng ở Nhật Bản cho tới thời cận đại. Thiền sư Tự Hành (寂行, 1671–1724), lãnh đạo một phong trào tôn giáo mang tính tận thế, đã tự giam mình trong thất và tuyệt thực cho đến chết, mong rằng nhục thân được ướp của ông sẽ gặp Phật Di-lặc trong tương lai.
Đối với Nam Á và Đông Nam Á, mối quan tâm đến mối quan hệ giữa Phật Di-lặc và Ma-ha-ca-diếp đã lan đến Tích Lan dưới thời các vua Kassapa II (652–661) và Kassapa V (929–939). Nhiều khả năng họ đã tôn vinh Ma-ha-ca-diếp vì vai trò của ông trong việc tuyên tụng A-tì-đàm tại Đại hội lần thứ nhất. Kassapa V tự đồng nhất mình với Ma-ha-ca-diếp (tiếng Pali: Mahākassapa) và mong được sinh vào thời Phật Di-lặc. Hiện nay, câu chuyện Ma-ha-ca-diếp nhập Niết-bàn không được thừa nhận phổ biến trong các truyền thống Phật giáo chính ở Thái Lan, nhưng Lagirarde đặt vấn đề liệu đây chỉ là một hiện tượng gần đây hay không. Dân gian Thái vẫn tin rằng nhục thân của một vị cao tăng vô cùng thanh tịnh đáng kính sẽ không hư hoại.

#### Phân tích của giới học giả

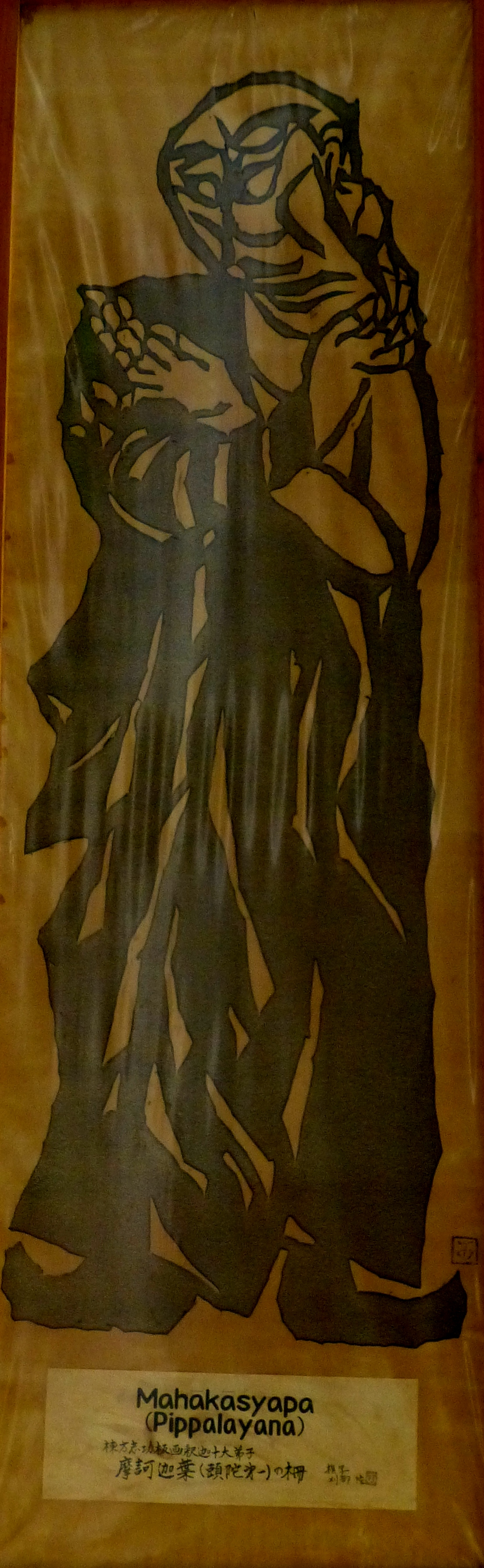
Ma-ha-ca-diếp, mộc bản họa của Munakata Shikō, Nhật Bản, 1939

Trong các kinh văn sơ kỳ, Ma-ha-ca-diếp được thể hiện như người duy trì giáo pháp Phật trong kỳ kết tập thứ nhất; còn trong câu chuyện ông chờ Phật Di-lặc, vai trò này được mở rộng. Trong một số kinh văn Hán ngữ sớm, Ma-ha-ca-diếp được thấy nói với A-nan-đà rằng tất cả các Phật tử có mặt khi Phật Thích-ca nhập Niết-bàn sẽ sinh lên Đâu-suất và gặp Phật Di-lặc; trong câu chuyện về hang động, sự liên hệ này với Di-lặc còn được tăng cường. Vì giai đoạn sau kết tập lần thứ nhất của cuộc đời Ma-ha-ca-diếp không được đề cập trong các kinh văn sơ kỳ, việc ông (hoãn) viên tịch tự nhiên tạo nên huyền tích.
Tournier suy đoán rằng câu chuyện Ma-ha-ca-diếp phát nguyện giữ xác đến thời vị Phật tiếp theo là một "cố gắng chủ ý khoác áo Bồ Tát cho một vị A-la-hán". Strong cũng cho rằng câu chuyện phản ánh những quan niệm nằm ở cội nguồn của lý tưởng Bồ Tát, và có thể đã dẫn đến ý tưởng về 18 vị La-hán "hoãn" cái chết của họ để bảo toàn giáo pháp tới thời Di-lặc. Nhà Ấn Độ học Padmanabh Jaini cho rằng câu chuyện được các vị Căn Bản Thuyết Nhất Thiết Hữu Bộ sáng tác nhằm kết nối Phật Di-lặc với Phật Thích-ca qua một dòng truyền thừa; trong việc này họ có lẽ chịu ảnh hưởng từ người Hy Lạp hóa và Ba Tư, vốn cai trị vùng đất của họ. Tuy vậy, nhà sử học Max Deeg hỏi rằng nếu giả thuyết của Jaini đúng, vì sao không thấy dấu vết nào về sự hình thành sớm của huyền tích này. Silk còn giả thuyết rằng câu chuyện do các tác giả Đại thừa phát triển để dựng nên một tường thuật kết nối thể chất hai vị Phật thông qua việc Ma-ha-ca-diếp nhập Niết-bàn và việc truyền y. Lagirarde lưu ý rằng không phải tất cả các nguồn A-hàm đều nhấn mạnh kết nối hai vị Phật. Hơn nữa, các nguồn Pāli, Thái và Lào không nói đến việc truyền y, nhưng cuộc gặp gỡ vẫn được kể là quan trọng. Silk cũng lưu ý rằng các kinh văn Sanskrit như Abhiniṣkramaṇa Sūtra, Mahāprajñāpāramitōpadeśa và Divyāvadāna có kể chuyện Ma-ha-ca-diếp ở dưới núi và không hề nói gì về tấm y Phật. Nhưng trong mọi bản kể đều có một kết nối hữu hình giữa Phật Thích-ca, Ma-ha-ca-diếp và Phật Di-lặc. Ông kết luận rằng các tác giả Đại thừa đã sử dụng Ma-ha-ca-diếp để hợp thức hóa các giáo lý Đại thừa, bằng cách khẳng định rằng vẫn có những giáo pháp chân truyền chưa được tiết lộ.
Dịch giả Saddhatissa, và Silk cùng với ông, cho rằng truyền thống Pāli hầu như không có câu chuyện tương đương về Ma-ha-ca-diếp chờ trong hang, ngoài một tham chiếu trong một văn bản hậu kinh điển. Nhưng Lagirarde chỉ ra rằng tham chiếu Saddhatissa và Silk tìm được (gọi là Mahāsampiṇḍanidāna, Saddhatissa cho là thế kỷ XII) cho thấy câu chuyện này có được biết đến trong truyền thống Pāli. Lagirarde cũng liệt kê một số văn bản địa phương muộn từ các nước Theravāda có nhắc tới chuyện này, bằng tiếng Xiêm, tiếng Thái Bắc và tiếng Lào. Thậm chí, chính Silk cũng chỉ ra trong một chú giải phụ Pāli cho Tăng Chi Bộ kinh rằng Ma-ha-ca-diếp đã nhập diệt ở tuổi 120 trong một hang động gần nơi tổ chức Đại hội lần thứ nhất. Ông sống ở đó và "giúp giáo pháp của Phật tồn tại 5000 năm". Bản thân Đại hội lần thứ nhất cũng tổ chức trong một hang động, và điều này có thể đã dẫn đến mô típ Ma-ha-ca-diếp chờ trong hang. Thêm nữa, một số kinh điển chính tạng Pāli có Ma-ha-ca-diếp nói về sự suy thoái và diệt vong của Chính Pháp, điều này cũng có thể là cơ sở cho câu chuyện.

### Trong kinh điển Đại thừa
Nhìn chung, các kinh điển Sanskrit thường nhắc tới Ma-ha-ca-diếp. Silk cho rằng các nhà luận chiến Đại thừa đã dùng Ma-ha-ca-diếp làm nhân vật đối thoại trong kinh luận của họ, vì lập trường bảo thủ nghiêm khắc của ông trong các kinh văn sơ kỳ và vì ông phản đối sự đổi mới, cùng việc ông gắn bó mật thiết với Phật Thích-ca. Điều này phù hợp với những quan điểm bảo thủ về thực hành Phật giáo của các tác giả Đại thừa sơ kỳ, và phù hợp với nhu cầu biện minh cho giáo lý Đại thừa, bằng cách bao phủ chúng trong quầng sáng chân truyền.

### Trong Thiền tông

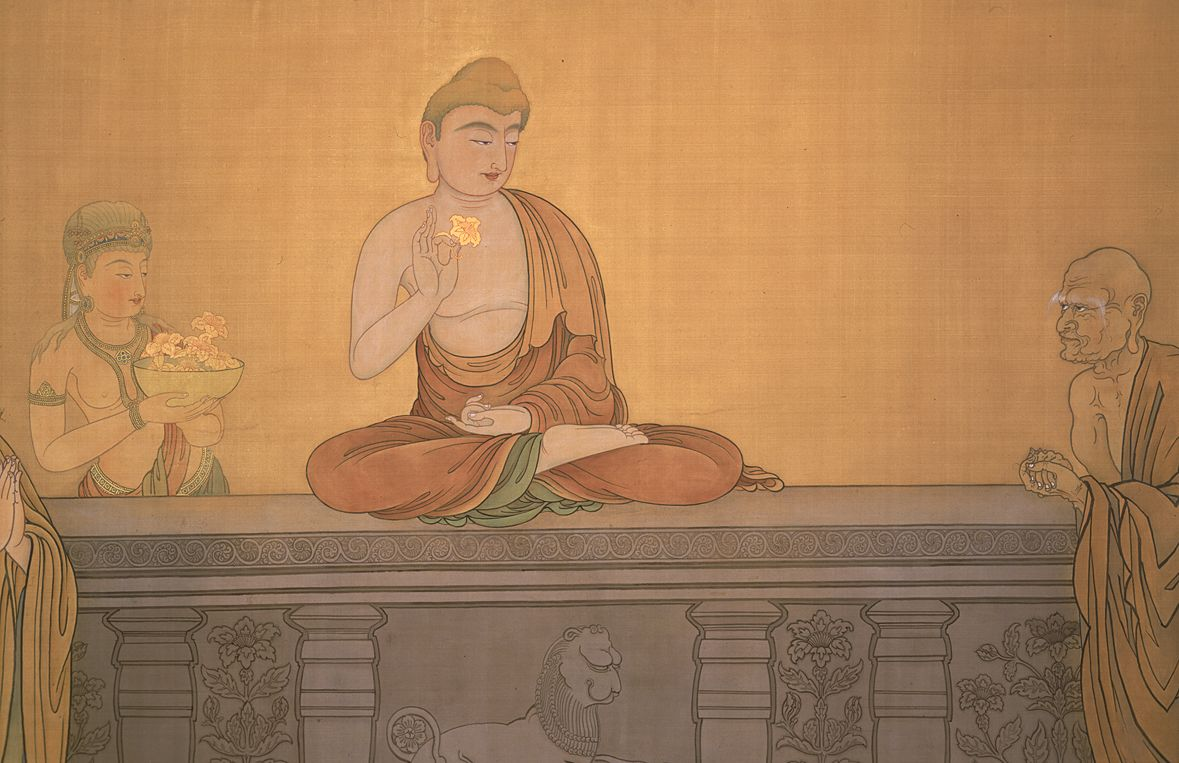
Ma-ha-ca-diếp mỉm cười trước bông hoa, tranh của Hishida Shunsō, 1897, phong cách Nihonga

Ma-ha-ca-diếp giữ một vai trò nổi bật trong các kinh văn thuộc truyền thống Thiền Trung Hoa. Ở Đông Á, truyền thống Thiền (Trung Hoa) và Zen (Nhật Bản) có một câu chuyện, lần đầu được chép trong Cảnh Đức Truyền Đăng Lục (tiếng Trung: 景德傳燈錄; bính âm: Jǐngdé Chuándēng Lù) năm 1036, một tác phẩm phả hệ về Thiền tông. Theo truyền thống này, Ma-ha-ca-diếp từng nhận được một sự "truyền pháp" trực tiếp từ Phật Thích-ca. Thiền tông và Zen chủ trương đưa hành giả đạt ngộ theo cách như lời Phật nói trong sự kiện "Niêm hoa vi tiếu" (tiếng Trung: 拈華微笑; bính âm: Niánhua wēixiào, nghĩa là "Giơ hoa mỉm cười") trên Linh Thứu sơn, trong đó Phật cầm một bông hoa trắng trên tay chiêm ngưỡng mà không nói lời nào. Tất cả các đệ tử đều nhìn mà không biết phải phản ứng ra sao, chỉ có Ma-ha-ca-diếp khẽ mỉm cười; Phật bèn chọn ông là người thật sự hiểu Ngài và xứng đáng nhận sự "dĩ tâm truyền tâm" đặc biệt (tiếng Trung: 以心傳心; bính âm: yǐxīn chuánxīn).

Như vậy, trong Phật giáo đã phát triển một con đường tập trung vào trực nghiệm thay vì các tín điều lý tính hay kinh điển khải thị. Do đó, Thiền tông trở thành một phương pháp tu tập thiền định nhằm giúp con người ngộ đạo theo cách mà Ma-ha-ca-diếp đã kinh nghiệm: "một sự truyền thừa đặc biệt nằm ngoài kinh giáo, trực tiếp chỉ thẳng vào tâm người, thấy rõ bản tính của mình". Sự truyền thừa này được cho là do Phật truyền cho Ma-ha-ca-diếp, rồi ông truyền cho một loạt các vị tổ Ấn Độ và Trung Hoa, cuối cùng truyền đến Bồ-đề-đạt-ma (thế kỷ V hoặc VI CN), người mang Thiền tông đến Trung Quốc, rồi truyền lại cho Huệ Khả (487–593 CN). Cảnh Đức Truyền Đăng Lục hiểu việc truyền y từ Phật Thích-ca Mâu-ni cho Ma-ha-ca-diếp như một sự truyền pháp bí mật của Thiền, thuộc dòng pháp phái Thiền tông riêng biệt.

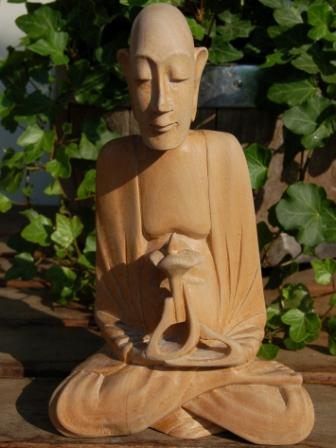
Ma-ha-ca-diếp cầm một bông hoa

 Câu chuyện Niêm hoa vi tiếu cũng được ghi lại trong các văn bản muộn hơn, từ thế kỷ XI đến XIV. Ít nhất một văn bản trong số đó có lẽ được viết để bảo vệ tính xác thực của câu chuyện cầm hoa, vì câu chuyện thậm chí bị hoài nghi ngay trong nội bộ Thiền. Cuối cùng, câu chuyện trở nên nổi tiếng trong cả giới tăng lữ Phật giáo lẫn giới văn nhân sí đồ chịu ảnh hưởng Thiền. Nó được đưa vào làm một công án thiền trong bộ Thiền tông Vô Môn Quan (tiếng Trung: 無門關; bính âm: Wúmén Guān) năm 1228, trong đó Phật xác nhận rằng sự "truyền tâm" đã hoàn tất. Mặc dù trọng tâm của câu chuyện cầm hoa là đề cao sự "truyền ngoài giáo điển" đặc biệt không lời, truyền thống này vẫn được bảo vệ và chứng thực thông qua kinh điển Phật giáo.
Sự kiện Niêm hoa vi tiếu được các học giả hiện đại xem là một sự sáng tác, nhưng cung cấp cái nhìn sâu sắc về những mối quan tâm triết học và bản sắc của Thiền tông. Vì Thiền tông coi trọng sự truyền tâm trực tiếp từ tâm thầy sang tâm trò hơn kinh điển, nên dòng truyền thừa liên tục của các vị Tổ sư là một phần quan trọng của truyền thống này. Hơn nữa, trong khi nhiều truyền thống Phật giáo nói rằng Ma-ha-ca-diếp sẽ truyền y của Phật Thích-ca cho Phật Di-lặc, thì trong Thiền tông một truyền thuyết khác phát triển: Ma-ha-ca-diếp truyền y cho vị tổ kế tiếp là A-nan-đà, rồi tiếp tục qua danh sách các vị tổ Ấn Độ và Trung Hoa. Một số thiền sư, như Đạo Nguyên (1200–1253), tin rằng tấm y này rốt cuộc sẽ truyền trở lại cho Ma-ha-ca-diếp và cuối cùng đến Phật Di-lặc.
Trong các văn bản Phật giáo Nhật Bản, việc truyền y của Phật Thích-ca được xem là biểu tượng của sự sinh thành, còn bông hoa trong câu chuyện cầm hoa được xem là biểu tượng của sự chết và lễ trà-tỳ. Bên cạnh chuyện cầm hoa, việc chân Phật xuất hiện khi Ma-ha-ca-diếp đảnh lễ lần cuối, cũng như việc Phật cho Ma-ha-ca-diếp ngồi chung tòa, cũng được xem là những sự "dĩ tâm truyền tâm".

## Di sản

### Giá trị

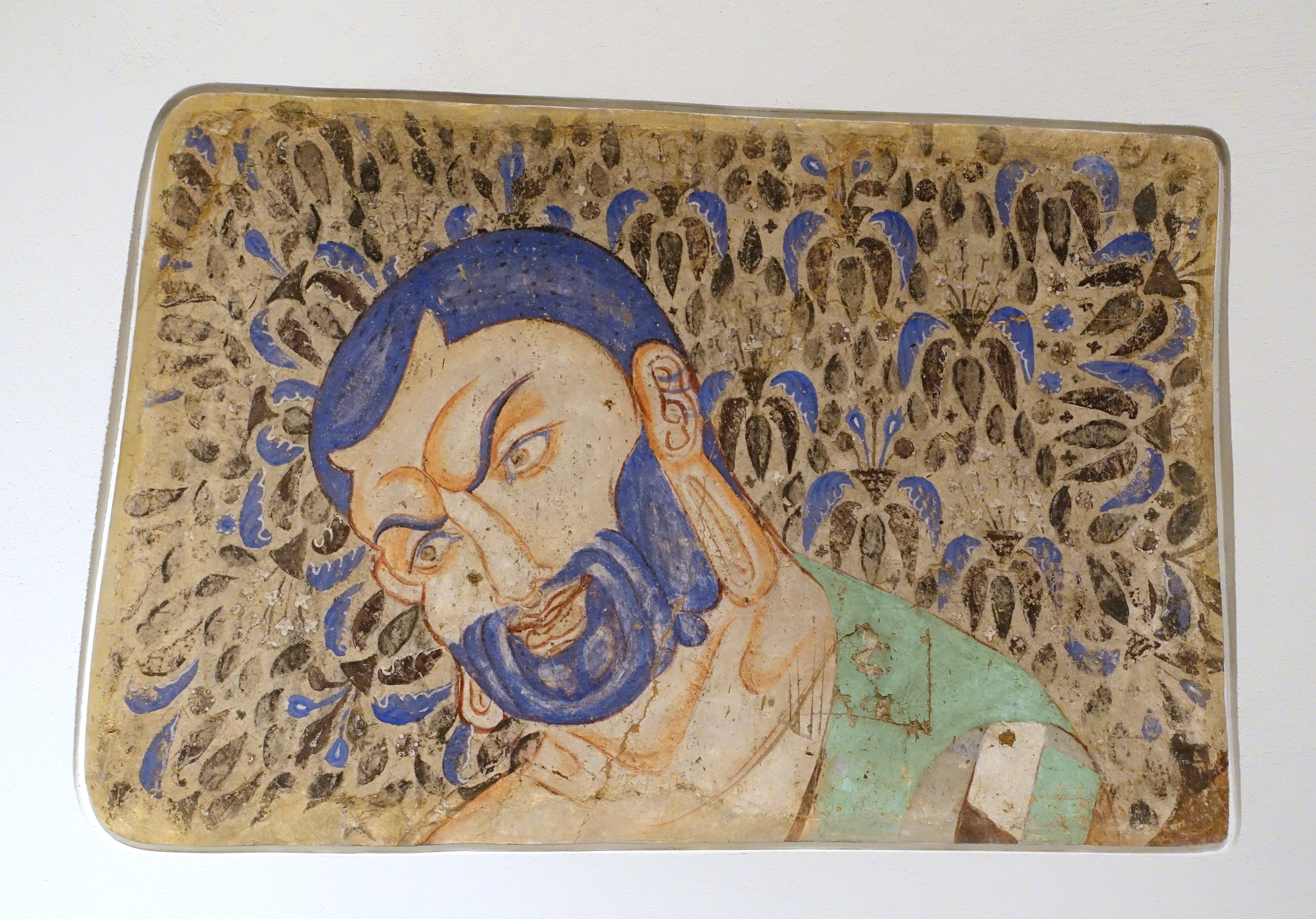
Ma-ha-ca-diếp được khắc họa với tóc và râu dài. Tranh tường, Hang động Kizil, Tân Cương, Trung Quốc, thế kỷ IV–V CN

Là một trong các đại đệ tử nổi tiếng nhất của Phật, Ma-ha-ca-diếp thể hiện các lý tưởng cao nhất của đời sống tu viện Phật giáo sơ kỳ. Học giả Phật học Asanga Tilakaratne chỉ ra rằng một bên, các giá trị khổ hạnh nghiêm ngặt và sự không ưa phụ nữ của Ma-ha-ca-diếp, và bên kia, các giá trị tích cực nhập thế, sống gần gũi cư sĩ và ủng hộ phụ nữ của A-nan-đà, là hai thái cực hiện hữu suốt lịch sử tăng đoàn. Các thiên hướng xuất gia và các truyền thống tu viện có xu hướng nằm ở hai cực này, với sự nhập thế từ bi ở một cực, và sự xuất thế vô nhiễm ở cực kia. Điều này có thể được truy ngược về hai vị đệ tử này. Cụ thể, truyền thống Theravāda chịu ảnh hưởng lớn bởi hình mẫu Ma-ha-ca-diếp. Trong một số văn bản Theravāda sơ kỳ về Ma-ha-ca-diếp, các giá trị ẩn tu trong rừng được đối lập với các giá trị tu viện định cư. Sống ẩn cư trong rừng được coi là tối thắng, còn tu viện định cư được xem là sự suy thoái của đời sống phạm hạnh.
Przyluski và một số học giả khác lập luận rằng trong các kinh văn sơ kỳ, Ma-ha-ca-diếp tiêu biểu cho các giá trị khổ hạnh và brahmin. Giá trị khổ hạnh thể hiện ở việc Ma-ha-ca-diếp từ chối từ bỏ các pháp đầu-đà, dù Phật khuyên nên dừng lại. Sự từ chối đó rất hiếm thấy ở một đệ tử Phật. Giá trị brahmin thể hiện ở các cáo buộc nhắm vào A-nan-đà, vốn dựa nhiều trên giá trị brahmin hơn là vi phạm giới luật tu viện. Cả hai hệ giá trị brahmin và khổ hạnh này, như thể hiện qua hình tượng Ma-ha-ca-diếp, đều dẫn đến sự phản đối mạnh việc thành lập ni đoàn trong Phật giáo sơ kỳ. Tuy nhiên, các giá trị khổ hạnh mà Ma-ha-ca-diếp đại diện thực chất là một phản ứng trước những khuynh hướng kém khổ hạnh hơn nổi lên trong Phật giáo thời đó.
Ray kết luận rằng các kinh văn thể hiện Ma-ha-ca-diếp theo nhiều cách khác nhau. Hình tượng Ma-ha-ca-diếp trong kinh văn đảm nhiệm nhiều vai trò và nhân dạng: một bậc thánh ẩn tu, một nhà lập luật, một nhân vật phản truyền thống, và một “người đảm bảo công lý tương lai” thời Di-lặc. Nhà Ấn Độ học C.A.F. Rhys Davids (1857–1942) nói rằng ông “vừa là ẩn sĩ, vừa là bạn của nhân loại, kể cả những người bị ruồng bỏ”. Hình tượng của ông kết hợp các mặt đối lập giữa tu viện chính thống và ẩn tu trong rừng, và “vượt ra khỏi mọi nhóm phái hay mục đích Phật giáo cụ thể nào”. Dựa trên phân tích văn bản của Przyluski, Ray cho rằng khi Ma-ha-ca-diếp thay thế Kiều-trần-như làm thượng thủ tăng đoàn sau Phật nhập diệt, vai trò thánh tăng khổ hạnh của ông đã được kết hợp vào hệ thống tu viện để thỏa nhu cầu có một lãnh đạo có uy đức. Nhờ vậy ông vừa có bản chất một ẩn sĩ phản truyền thống, vừa là một vị tăng trưởng điều hành tu viện.

### Trưởng tử của Phật
Trong các văn bản A-tì-đàm của một số bộ phái, việc Ma-ha-ca-diếp thực hiện lời nguyện trên núi Kê  được liên kết với lời nguyện của Phật Thích-ca rằng thân Ngài sẽ không bị thiêu trước khi Ma-ha-ca-diếp đến nơi trà-tỳ thầy mình. Nhà Phật học Gregory Schopen phân tích một số văn bản Phật giáo hậu kinh điển và kết luận rằng ở cả hai trường hợp, đều có một lời nguyện dựa trên thần thông được đưa ra và chứng minh hiệu nghiệm sau khi người có thần thông ấy qua đời. Các thần thông của Ma-ha-ca-diếp là cần thiết cho vai trò của ông trong kinh văn như người bảo tồn Chính Pháp của Phật. Thật vậy, các kinh văn về sau mô tả Ma-ha-ca-diếp như người con trai trưởng của Phật, người chủ trì cả lễ trà-tỳ Phật và, với vai trò người thừa kế, chủ trì Đại hội kết tập đầu tiên. Rốt cuộc, ông được coi là vị thầy đầu tiên sau Phật và là sự khởi đầu của một dòng dõi các thầy. Quan niệm này có trong nhiều bộ phái, bao gồm cả Theravāda và Đại chúng bộ. Thật vậy, Theravāda xem ông như một dạng “Giáo phụ của Giáo hội”.

### Các dòng truyền thừa lịch sử
Thêm vào đó, Ma-ha-ca-diếp được mô tả trong Chú giải kinh Trường Bộ như người chịu trách nhiệm bảo tồn một tuyển tập kinh văn tiền thân của Tương ưng bộ kinh và Tạp A-hàm. Trong cả phiên bản Bộ kinh và A-hàm của tuyển tập này, người ta đều dành rất nhiều sự chú ý cho ông; Tournier cho rằng có khả năng dòng các vị thầy bảo tồn tuyển tập này – có lẽ xuất phát từ phái Thượng Tọa Bộ – cũng tự xem họ là những người giữ gìn di sản của Ma-ha-ca-diếp. Điều này cũng được phản ánh qua ngôn ngữ sử dụng trong các minh văn của nhà sư Tích Lan Mahānāman (thế kỷ V–VI CN) và các văn bản muộn hơn trong truyền thống Tích Lan: những nguồn này kết nối dòng truyền thừa của Mahānāman với dòng của Ma-ha-ca-diếp, và cũng với dòng của vị Phật tương lai Di-lặc. Tuy nhiên, một số nguồn Pāli cho biết Ma-ha-ca-diếp lại thuộc về dòng các vị bộ sư Tăng Chi Bộ kinh.
Một bộ phái Phật giáo sơ kỳ, phái Kāśyapīya (tiếng Pali: Kassapīya), được cho là do Ma-ha-ca-diếp sáng lập, theo hai học giả Paramārtha (499–569) và Kuiji (632–682). Các học giả truyền thống khác lại nói vị sáng lập phái này là một Kāśyapa khác, sống sau Phật ba thế kỷ. Khi các bộ phái phát triển theo hướng khác biệt hơn, Đại chúng bộ đã đồng nhất họ với hình tượng Ma-ha-ca-diếp và nhận ông là người sáng lập cũng như thánh hộ mệnh của họ.

### Trong nghệ thuật và văn hóa

Trong biểu tượng học Đại thừa, A-nan-đà thường được tạc bên phải và Ma-ha-ca-diếp bên trái Đức Phật. Temple of Heaven Garden ở Sán Đầu, Trung Quốc.

Trong nghệ thuật Phật giáo, những hình tượng Ma-ha-ca-diếp đã "để lại một dấu ấn không phai mờ". Ông được thể hiện trong các cảnh Niết-bàn như để đảm bảo rằng Chính Pháp của Phật Thích-ca sẽ không bị thất truyền; ông cũng được tạc cạnh Phật Di-lặc như một hình ảnh báo trước tương lai. Cảnh ông đảnh lễ lần cuối Phật đã trở thành một đề tài quen thuộc trong mỹ thuật Phật giáo, và Strong cho rằng nó có thể đã dẫn đến tín ngưỡng thờ Dấu chân Phật.
Trong mỹ thuật Trung Hoa, Ma-ha-ca-diếp thường được thể hiện với bộ tóc và râu dài. Học giả Phật học Mun-Keat Choong giả thiết rằng những hình tượng này đã ảnh hưởng ngược trở lại ít nhất một bài kinh Phật giáo Hán ngữ, bài kinh trong đó Ma-ha-ca-diếp bị chê trách vì vẻ ngoài bất tịnh. Có thể đó là dụng ý của người dịch kinh.
Trong biểu tượng học Đại thừa, Ma-ha-ca-diếp thường được tạc đứng bên trái Đức Phật, với A-nan-đà đứng bên phải. Cặp đệ tử này rất phổ biến trong nghệ thuật từ thời Hy Lạp-Phật giáo, và Migot cho rằng truyền thống xem Ma-ha-ca-diếp và A-nan-đà là hai đại đệ tử của Phật có trước truyền thống lấy Xá-lợi-phất và Mục-kiền-liên làm hai đại đệ tử, bởi vì chỉ cặp đầu tiên xuất hiện trong Kinh Đại bát Niết-bàn, và lời giải thích thông thường – rằng Xá-lợi-phất và Mục-kiền-liên viên tịch trước Phật – nghe không thỏa đáng.
Trong các chùa Thiền tông, tượng Ma-ha-ca-diếp thường được đặt ở vị trí trung tâm, vì ông là vị tổ sư đầu tiên của tông phái này. Trong lịch sử Phật giáo Đại thừa, do sự tu khổ hạnh mặc y phấn tảo của Ma-ha-ca-diếp góp phần tạo nên hình tượng huyền thoại của ông và sự chính thống của giáo lý Đại thừa, y phấn tảo đã trở thành một biểu tượng trong Phật giáo Đông Á. Các đệ tử Phật và các vị tổ sáng lập Phật giáo Đông Á thường được vẽ mặc những tấm y phấn tảo ấy. Khi các nhóm khâu y fukudenkai được thành lập ở Nhật Bản vào đầu thế kỷ XX để phổ biến việc may y cho tăng như một pháp hành, họ thường dẫn câu chuyện sơ kỳ về việc Ma-ha-ca-diếp nhận y phấn tảo từ Phật. Các hành giả "fukudenkai" thường dùng vải cũ để khâu y phấn tảo, như cách làm thời Phật.
Vào tháng 5 năm 2022, Sushant More, một nhà nghiên cứu thực vật ở Mumbai, bang Maharashtra, đã phát hiện một loài thực vật mới là Lepidagathis mahakassapae đặc hữu ở cao nguyên laterit phía bắc dãy Ghats Tây thuộc bang này, và đặt tên loài theo tên Ma-ha-ca-diếp (dựa theo cách viết Pāli tên ông).